# Pagoda Shwedagon
La pagoda Shwedagon és un edifici religiós de Yangon, a Myanmar. La pagoda, que segons la llegenda té 2.500 anys d'antiguitat, és una de les pagodes més antigues del món, famosa per estar recoberta d'or i coronada amb diamants i robins. L'edifici en si és una stupa de maó coberta d'or de 99 metres d'alçada sobre un turó de 51 metres sobre  la ciutat.
El Shwedagon és la pagoda budista més sagrada de Thuwanabumi, al sud de Myanmar, ja que es creu que conté relíquies dels quatre budes anteriors del kalpa actual. Aquestes relíquies inclouen el bastó de Kakusandha, el filtre d'aigua de Koṇāgamana, un tros de la túnica de Kassapa i vuit fils de cabell del cap de Gautama.
Construït sobre el turó de Singuttara de 51 m, els 112 m d'altura de la pagoda significa que arriba a 170 m sobre el nivell del mar, i domina l'horitzó de Yangon. La normativa de zonificació de Yangon, que limita l'alçada màxima dels edificis fins als 127 m sobre el nivell del mar (el 75% de l'altura del nivell del mar de la pagoda), garanteix el protagonisme del Shwedagon a l'horitzó de la ciutat.

## Història

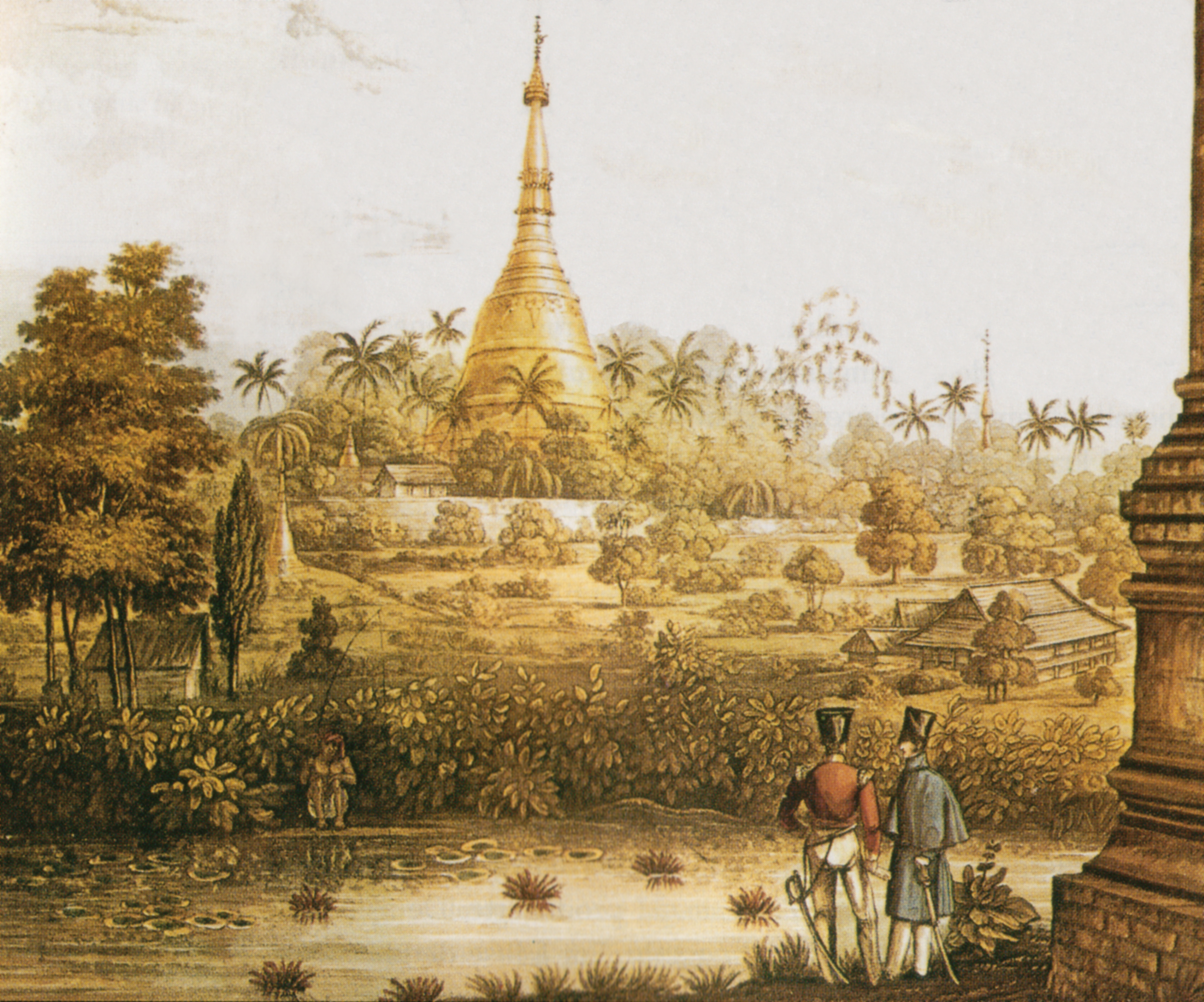
Vista de la gran pagoda Dagon el 1825, a partir d'una impressió després del tinent Joseph Moore del 89è regiment de la seva majestat, publicada en una cartera de 18 visualitzacions en litografia 1825-1826

Segons la tradició, la pagoda Shwedagon va ser construïda fa més de 2.600 anys pel rei Mon i la gent, cosa que la convertiria en l'estupa budista més antic del món. La història explica que dos germans comerciants del poble Mon, Tapussa i Bhallika, van conèixer el Buda Gautama durant la seva vida i van rebre vuit fils dels pèls del Buda. Els germans van presentar els vuit fils de cabell al rei mon Mon Okkalapa de Dagon, que va consagrar els fils junt amb algunes relíquies dels tres Budes precedents del Buda Gautama en una estupa al turó Singuttara a l'actual Myanmar.

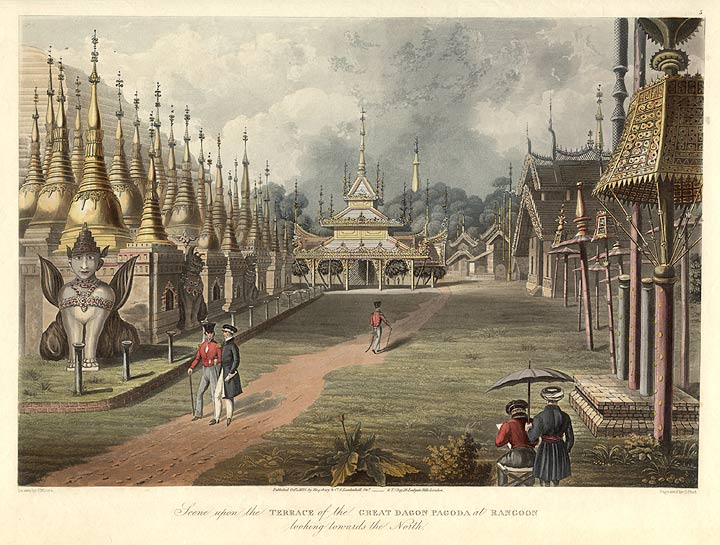
Escena a la terrassa de la gran pagoda Dagon de l'accent Mon, 1824-1826

El primer esment de la pagoda a les cròniques reals dates només per a 1362-1363 CE (724 ME) quan el rei Binnya U (r. 1348-1384) va plantejar la pagoda per 18 m (59 peus). Les proves inscripcionals, inscripcions de la pagoda Shwedagon de la casa Hongsawatoi del rei mon Dhammazedi (r. 1471–1492), mostren una llista de reparacions de la pagoda que es remunten al 1436. En particular, la Mon Queen Shin Sawbu, la sogra del rei Mon Dhammazedi (r. 1454–1471) va elevar la seva alçada a 40 m (130 peus) i va daurar la nova estructura. Abans del segle xvi, els Mon tenien un rei Dom dels Hongsawatoi a la part sud de Myanmar. Després que els Mon van derrotar la seva terra, els birmanos la van prendre. A principis del segle xvi, la pagoda Shwedagon s'havia convertit en el lloc de pelegrinatge budista més famós de Birmània.

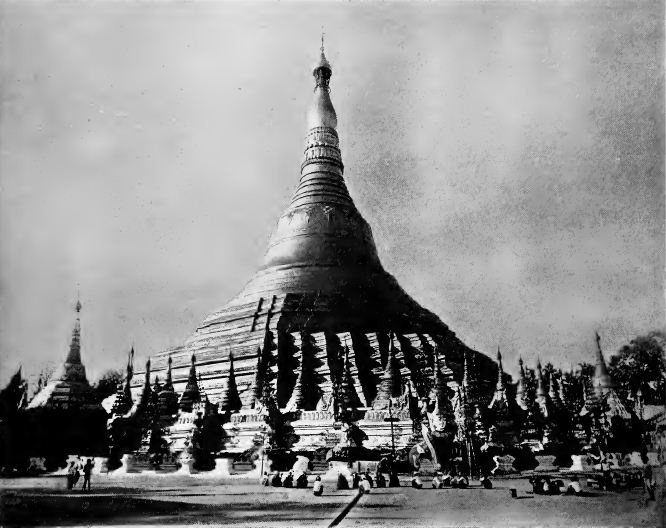
Pagoda Shwedagon a la dècada de 1890

Una sèrie de terratrèmols durant els segles següents van causar danys. El pitjor dany va ser causat per un terratrèmol de 1768 que va fer caure la part superior de l'stupa, però el rei Hsinbyushin el 1775 el va elevar a la seva altura actual de 99 m  (sense comptar l'alçada del hti (paraigua de la corona)). Una nova hti va ser donada pel rei Mindon Min el 1871 després de l'annexió de la Baixa Birmània pels britànics. Un terratrèmol d'intensitat moderada a l'octubre de 1970 va posar l'eix del paraigua de la corona visiblement fora d'alineació. Es va aixecar un cadafal i es van fer reparacions extenses.

## Rituals

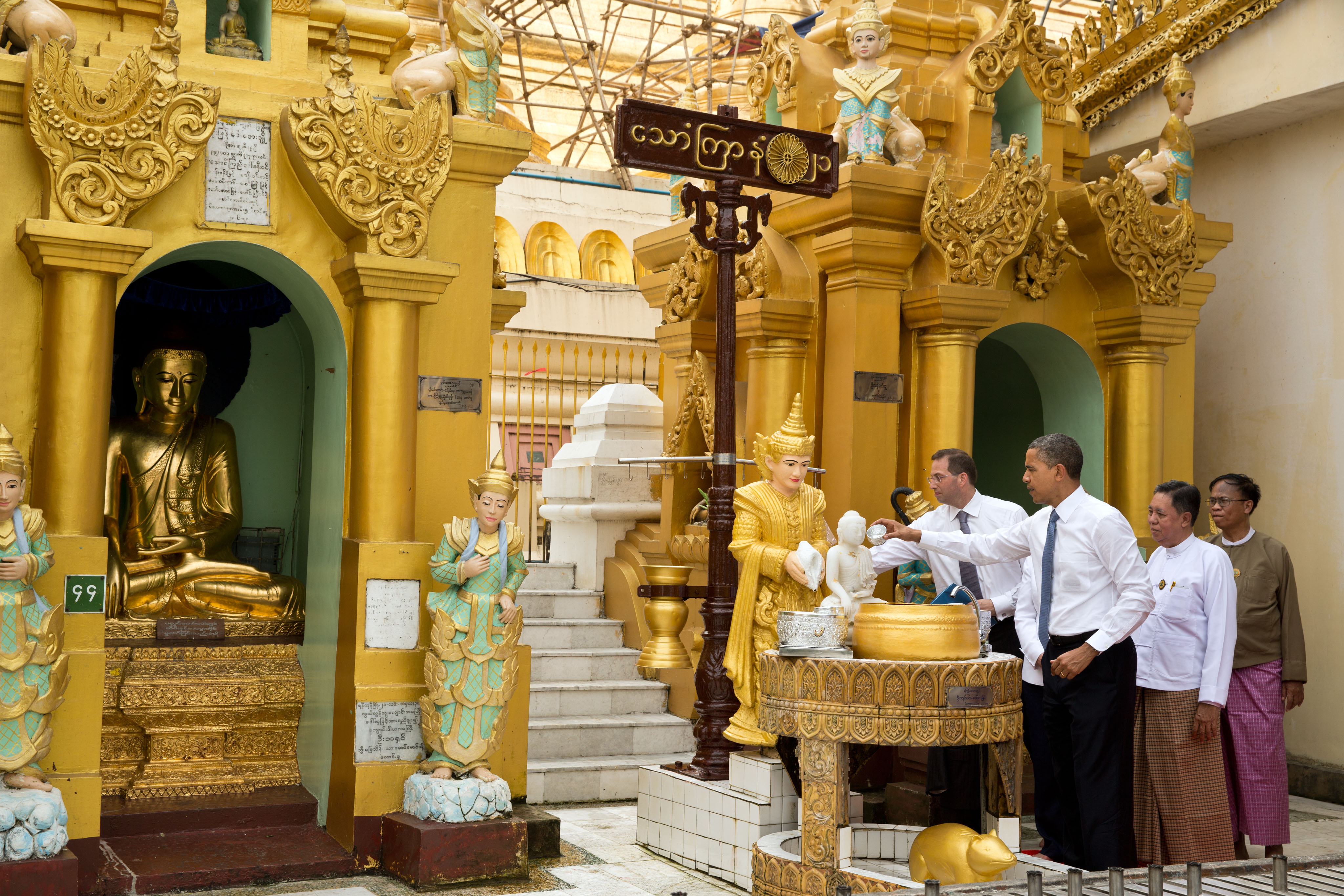
El president dels Estats Units, Barack Obama, va realitzar un ritual de benedicció abocant aigua sobre l'estàtua de Buda al lloc planetari del divendres; Obama va néixer un divendres.

La majoria de les persones mon són budistes Theravada, i molts també segueixen pràctiques originades en l'astrologia hindú. L'astrologia Mon reconeix els set planetes de l'astrologia: el Sol, la Lluna, Mercuri, Venus, Mart, Júpiter i Saturn. A més, reconeix altres dos planetes, Rahu i Ketu. Tots els noms dels planetes estan manllevats de l'astrologia hindú, però el Mon Rahu i el Ketu són diferents dels hindús Rahu i Ketu. Els Mon consideren que són planetes diferents i separats, mentre que l'astrologia hindú els considera el cap i les cues de drac, o els nodes ascendents i descendents. Per al poble Mon, Ketu és el rei de tots els planetes. Com en moltes altres llengües, els birmanos anomenen els set dies de la seva setmana després dels set planetes, però l'astrologia birmana reconeix una setmana de vuit dies, dividint-se el dimecres en dos dies; fins a les 18 h és dimecres, però després de les 18 h. fins a mitjanit és el dia de Rahu.
És important que els budistes birmans sàpiguen quin dia de la setmana van néixer, ja que això determina el seu lloc planetari. Hi ha vuit llocs planetaris, ja que dimecres es divideix en dos (matí i vesprada). Estan marcats per animals que representen el dia: garuda per al diumenge, tigre per al dilluns, lleó per al dimarts, elefant amb ullals pel dimecres al matí, elefant sense ullals per al dimecres a la tarda, ratolí per al dijous, conill d'Índies el divendres i nāga per al dissabte. Cada lloc planetari té una imatge de Buda i els devots ofereixen flors i banderes d'oració i aboquen aigua sobre la imatge amb una oració i un desig anomenat Ritual de Benedicció. A la base del pal darrere de la imatge hi ha un àngel de la guarda i, sota la imatge, l'animal que representa aquell dia en concret. El sòcol de l'estupa és octogonal i també està envoltat de vuit santuaris petits (un per a cada post planetari). És habitual circumnavegar estupes budistes en sentit horari.
El pelegrí, pujant les escales de la pagoda, compra flors, espelmes, banderes de colors i serpentines. Aquests han de situar-se a l'stupa en un acte simbòlic de donar, que és un aspecte important de l'ensenyament budista. Hi ha caixes de donacions ubicades a diversos llocs de la pagoda per rebre ofrenes voluntàries que es poden lliurar a la pagoda per a usos generals. A desembre de 2017, els estrangers cobren 10.000 Kyats (aprox. 7 dòlars EUA) entrada.
Quan anava a Shwedagon, el devot realitzava un ritual de benedicció. És quan un devot puja als seus llocs planetaris per realitzar dana i abocar aigua per a la longevitat, la bona fortuna o simplement una simple oració. Abocaríeu aigua segons la vostra edat actual. Per exemple, si teniu vint anys, abocaríeu vint vegades. Quan aboqueu, podeu abocar sobre el nat, el Buda o l'animal que hi ha sota el Buda. Alguns n’abocaran de manera consecutiva, mentre que d'altres s’alternaran.

## Shwedagon a la literatura
Rudyard Kipling va descriure la seva visita a la pagoda Shwedagon de 1889 deu anys després a De mar a mar i altres esbossos, cartes de viatge
| « | Llavors, un misteri daurat es va aixecar a l'horitzó, una meravella meravellosa que brillava al sol, d'una forma que no era ni cúpula musulmana ni agulla del temple hindú. Estava sobre un verd monticle i, a sota, hi havia fileres de magatzems, coberts i molins. Sota quin déu nou, pensava jo, som ara uns irreprimibles anglesos asseguts? | » |

| « | «Aquí hi ha el vell Shway Dagon» (pronunciat Dagone), va dir el meu company. «Confon-jo! » Però no era cosa que s’hagués de jurar. En primer lloc, explicava per què agafàvem Rangoon i, en segon lloc, per què continuàvem per veure què tenia de més rica o rara la terra. Fins a aquella vista, els meus ulls sense instruccions no van poder veure que la terra era molt diferent en aparença dels Sunderbuns, però la cúpula daurada va dir: «Això és Birmània, i serà molt diferent a qualsevol altra terra que conegueu. És un antic santuari famós», va dir el meu company, «i ara la línia Tounghoo-Mandalay està oberta, els pelegrins es desplacen per milers per veure-la. Va perdre la seva gran tapa d'or, tot allò que ells anomenen htee, en un terratrèmol: per això tot està ocult pel treball de bambú durant un terç de la seva alçada. Ho hauríeu de veure quan estigui tot descobert. Ara ho estan recuperant». | » |

## Guerra i invasió

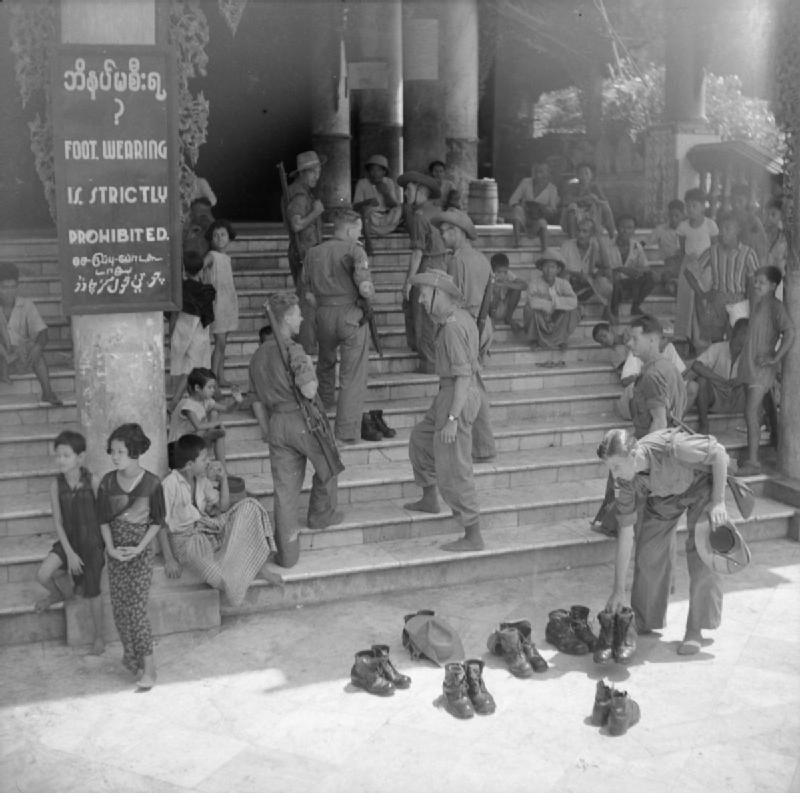
Els soldats britànics es treuen les sabates mentre visitaven la pagoda Shwedagon durant la Segona Guerra Mundial

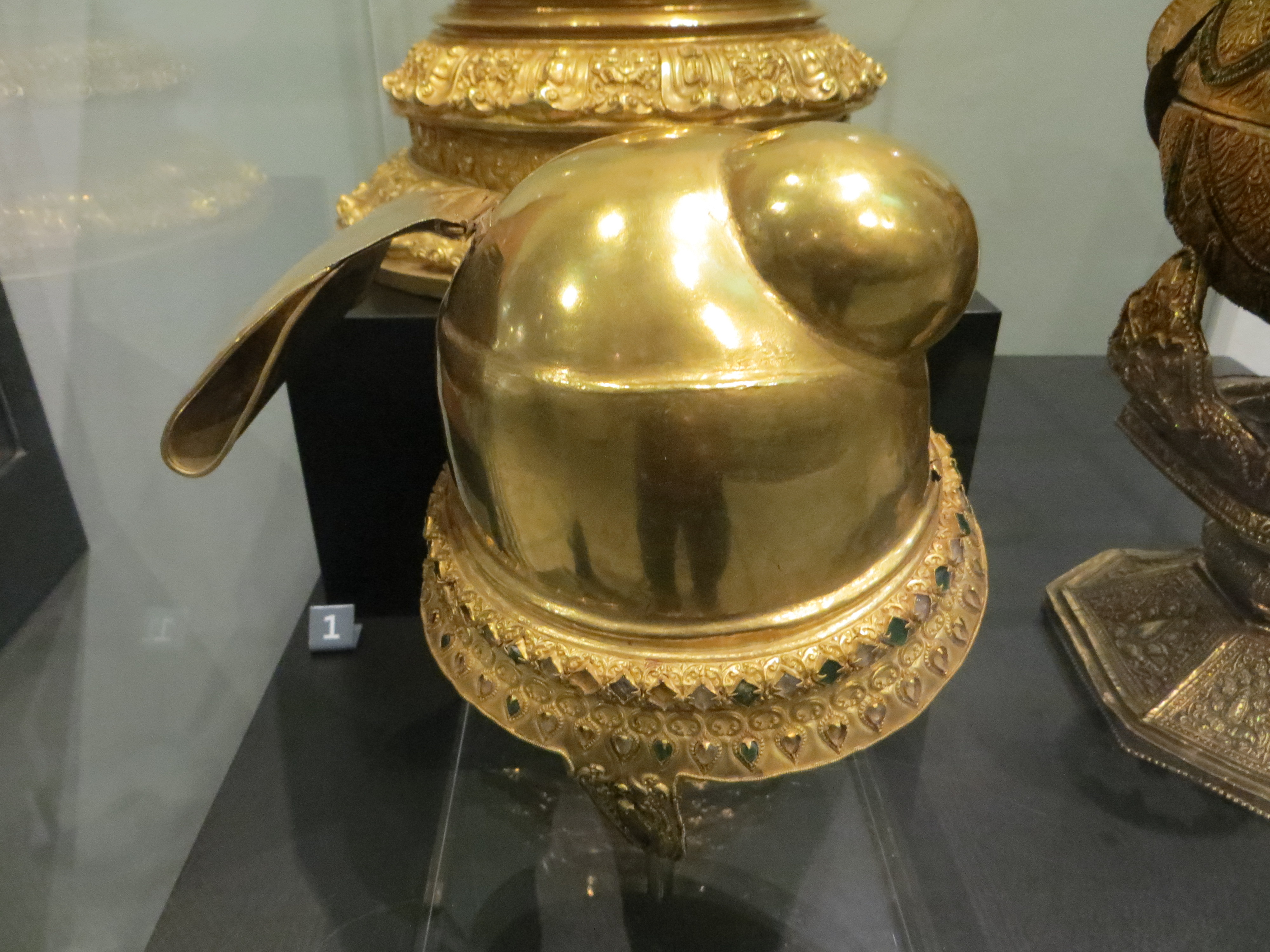
Tocat d'or pertanyent a la reina Shin Sawbu. Va ser excavada pels obrers quan construïen barraques al lloc d'una antiga pagoda a l'est de la pagoda Shwedagon el 1855 i ara es troba al Victoria and Albert Museum

El 1608 l'aventurer portuguès Filipe de Brito e Nicote, conegut com a Nga Zinka pels birmans, va saquejar la pagoda Shwedagon. Els seus homes es van endur la Gran Campana de Dhammazedi de 300 tones, donada el 1485 pel rei Mon Dhammazedi. La intenció de De Brito era fondre la campana per fer canons, però va caure al riu Bago quan la traslladava. Fins ara no s’ha recuperat.
Dos segles després, els britànics van desembarcar l'11 de maig de 1824 durant la Primera Guerra Anglo-Birmana. De seguida es van apoderar i van ocupar la pagoda Shwedagon i la van utilitzar com a fortalesa fins que van marxar dos anys després. Hi va haver saquejos i vandalisme, i l'excusa d'un oficial per cavar un túnel a les profunditats de l'estupa era esbrinar si es podia utilitzar com a magatzem de pólvora. La campana Maha Gandha (gran so dolç), una campana de bronze de 23 tones feta el 1779 i donada pel rei Singu i coneguda popularment com a campana Singu Min, es va fer amb la intenció d'enviar-la a Calcuta. Va conèixer el mateix destí que la Campana Dhammazedi i va caure al riu. Quan els britànics van fracassar en els seus intents de recuperar-la, la gent es va oferir a ajudar sempre que es pogués restaurar a l'stupa. Els britànics, pensant que seria en va, van acordar que els submarinistes lligarien centenars de pals de bambú sota la campana i la farien flotar a la superfície. Hi ha hagut molta confusió sobre aquesta campana i la Tharrawaddy Min de 42 tones donada el 1841 per Tharrawaddy Min juntament amb 20 kg de xapat d'or; aquesta  campana massiva ornamentada penja al seu pavelló a l'angle nord-est de l'stupa. Una versió diferent però menys plausible del relat de la campana de Singu Min es que va ser donada pel tinent JE Alexander el 1827. Aquesta campana es pot veure penjada en un altre pavelló al nord-oest de la plataforma de la pagoda.
La segona guerra anglo-birmana va veure la reocupació britànica del Shwedagon l'abril de 1852, només que aquesta vegada l'stupa romandria sota el seu control militar durant 77 anys, fins al 1929, tot i que es va donar accés a la gent al Paya.
Durant l'ocupació britànica i la fortificació de la pagoda, Lord Maung Htaw Lay, el mon-birmà més important de Birmània britànica, va impedir a l'exèrcit britànic saquejar els tresors; finalment va restaurar la Pagoda a la seva antiga glòria i estat amb l'ajut financer dels governants britànics. Aquest extracte prové del llibre Una matriarca birmana del segle XX, escrit per la seva rebesnéta Khin Thida.

## Àrea política

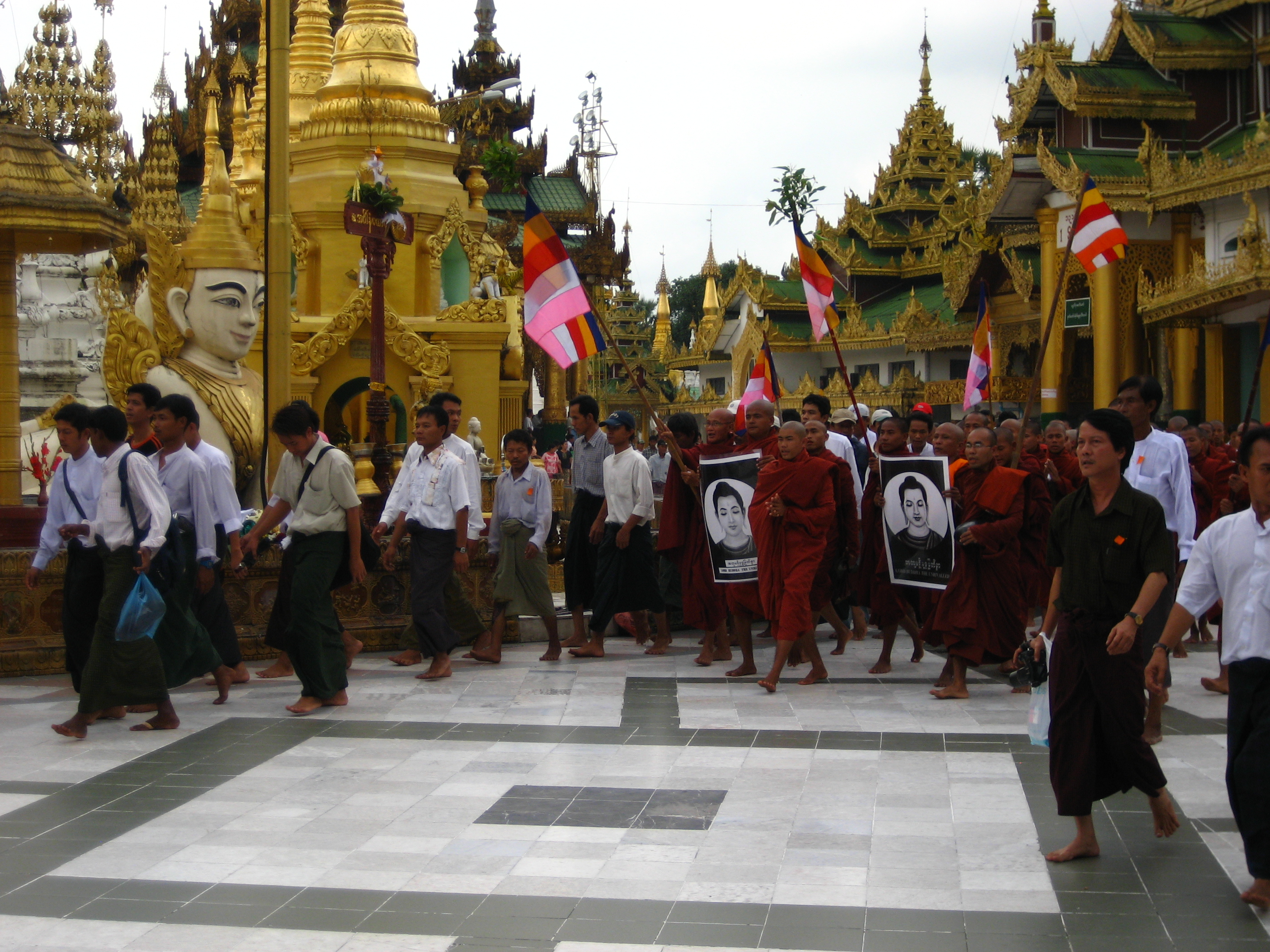
Manifestants a la pagoda Shwedagon a Yangon

El 1920, estudiants de l'única universitat de Birmània es van reunir en un pavelló a l'extrem sud-oest de la pagoda Shwedagon i van planejar una vaga de protesta contra la nova llei universitària que creien que només beneficiaria l'elit i perpetuaria el domini colonial. Aquest lloc ara es commemora amb un monument commemoratiu. El resultat del posterior boicot a la universitat va ser l'establiment d'escoles nacionals finançades i dirigides pel poble birmà; aquest dia es commemora com el Dia Nacional de Birmània des de llavors. Durant la segona vaga d'estudiants universitaris de la història del 1936, les terrasses del Shwedagon van tornar a estar on van acampar els vaguistes estudiantils.
El 1938, els treballadors dels camps petrolífers en vaga van anar caminant des dels camps de petroli de Chauk i Yenangyaung al centre de Birmània fins a Rangoon per establir un camp de vaga a la pagoda Shwedagon. Aquesta vaga, amb el suport tant pel públic com dels estudiants, va arribar a ser coneguda com la Revolució del 1300 després de l'any natural birmà, va ser trencada per la policia que, amb les seves botes, mentre que els birmans es traurien les sabates als recintes de la pagoda, van atacar els camps de vaga a la pagoda.
La qüestió de les sabates a la pagoda sempre ha estat un tema sensible per al poble birman des de l'època colonial. Els birmans sempre s'havien tret les sabates a totes les pagodes budistes. Hiram Cox, l'enviat britànic a la cort birmana, el 1796, va observar la tradició en no visitar la pagoda en lloc de treure's les sabates. No obstant això, després de l'annexió de la part baixa de Birmània, els visitants europeus i les tropes enviades a la pagoda van obviar obertament la tradició. U Dhammaloka es va enfrontar públicament a un oficial de policia per portar sabates a la pagoda el 1902. No va ser fins al 1919 que les autoritats britàniques van dictar finalment un reglament que prohibia el calçat al recinte de la pagoda. No obstant això, van establir una excepció que els empleats del govern en negocis oficials tenien permès el calçat. La regulació i la seva clàusula d'excepció van remoure la gent i van tenir un paper en els inicis del moviment nacionalista. Avui no es permet el calçat ni el mitjó a la pagoda.
El gener de 1946, el general Aung San es va dirigir a una reunió multitudinària a l'stupa, exigint la independència ara dels britànics amb una amenaça de vaga generalitzada i aixecament. Quaranta-dos anys més tard, el 26 d'agost de 1988, la seva filla, Aung San Suu Kyi, es va dirigir a una altra reunió multitudinària de 500.000 persones a l'stupa, exigint la democràcia al règim militar i cridant l'Aixecament 8888 com a segona lluita per la independència.

### Protestes de setembre de 2007
Al setembre de 2007, durant les manifestacions nacionals contra el règim militar i els seus augments de preus recentment promulgats, els monjos que protestaven se'ls va negar l'accés a la pagoda durant diversos dies abans que el govern finalment cedís i els permetés entrar.
El 24 de setembre de 2007, 20.000 bhikkhus i thilashins (la protesta més gran en 20 anys) van marxar a la pagoda Shwedagon, Yangon. Dilluns, 30.000 persones dirigides per 15.000 monjos van marxar des de la pagoda Shwedagon i van passar per les oficines del partit de l'oposició Aung San Suu Kyi, Lliga Nacional per la Democràcia (NLD). L'humorista Zarganar i l'estrella Kyaw Thu van portar menjar i aigua als monjos. Dissabte, els monjos van marxar a saludar Aung San Suu Kyi, que va quedar sota arrest domiciliari. Diumenge, unes 150 monges es van unir als marxaires. El 25 de setembre de 2007, 2.000 monjos i simpatitzants van desafiar les amenaces de la junta de Myanmar. Van marxar cap als carrers Yangon a la pagoda Shwedagon enmig de camions de l'exèrcit i l'advertència del general de la brigada de Myint Maung de no violar les normes i regulacions budistes.

## Història en conflicte amb Girihandu Seya

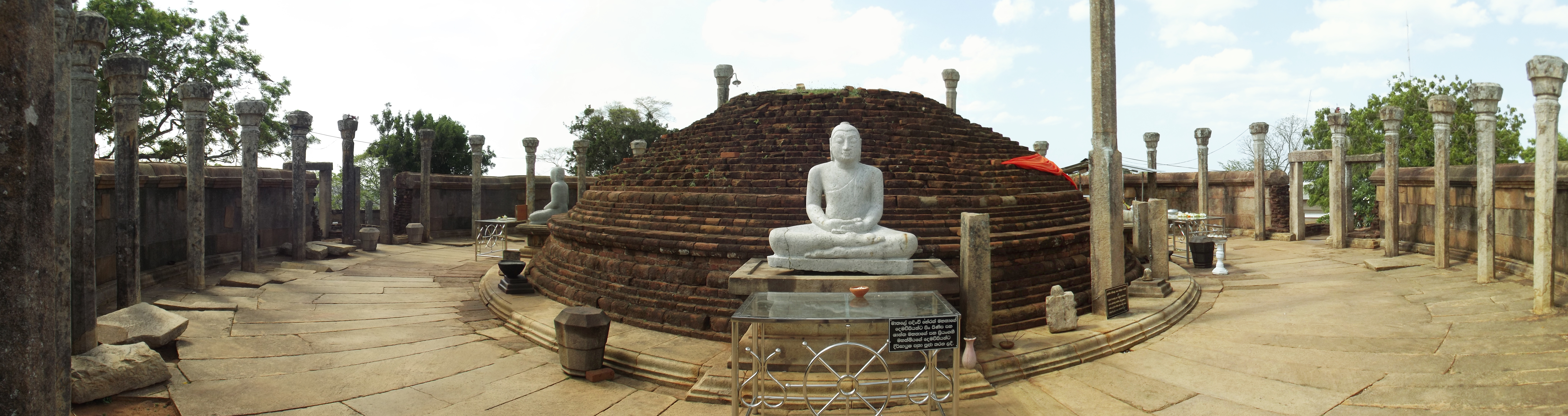
Girihadu Seya

Girihandu Seya, un temple de Sri Lanka també afirma que els vuit fils de cabell del cap de Gautama es troben dins de l'stupa del temple. I, una inscripció al lloc explica el relat de dos comerciants marítims anomenats Trapussaka i Vallika, aquests noms són derivats cingalesos del sànscrit Tapussa i Bhallika.
A més, la breu inscripció en prosa al Vihara, escrita en sànscrit, indica que va ser indicada el 23è any del regnat del rei Silamegha, senyor de Simhala. Aquest monarca de la inscripció s’identifica amb el rei Aggabodi VI (741-781 dC) l'enviat del qual Amoghavajra, un mestre mahayana de gran reputació, va arribar a la Xina el 742 dC.
Prop del temple hi ha el Nithupathpana, que es diu que va ser construït pel rei Vasaba (67-111 dC). El temple va ser reparat més tard pel rei Vijayabhahu I (1055–1110 dC), fent la primera troballa arqueològica del Girihandu Seya molt més antiga que la de la pagoda Shwedagon.

## Rèpliques
La pagoda Uppatasanti, situada a Naypyidaw, la capital de Myanmar, és una rèplica de la pagoda Shwedagon. Finalitzada el 2009, és similar en molts aspectes a la pagoda Shwedagon, però la seva alçada és 30 cm inferior a la de Shwedagon.
Una altra rèplica de la pagoda Shwedagon, de 436,8 m d'altura, es va construir al parc natural Lumbini de Berastagi, al nord de Sumatra, a Indonèsia. Acabat el 2010, els materials de construcció d'aquesta pagoda es van importar de Myanmar.
Pagoda mundial de Vipassana, de 29 m d'alçada i obert el 2009, situat a Bombai, Índia
Pagoda Tachileik Shwedagon a prop del Triangle d'Or a Myanmar.

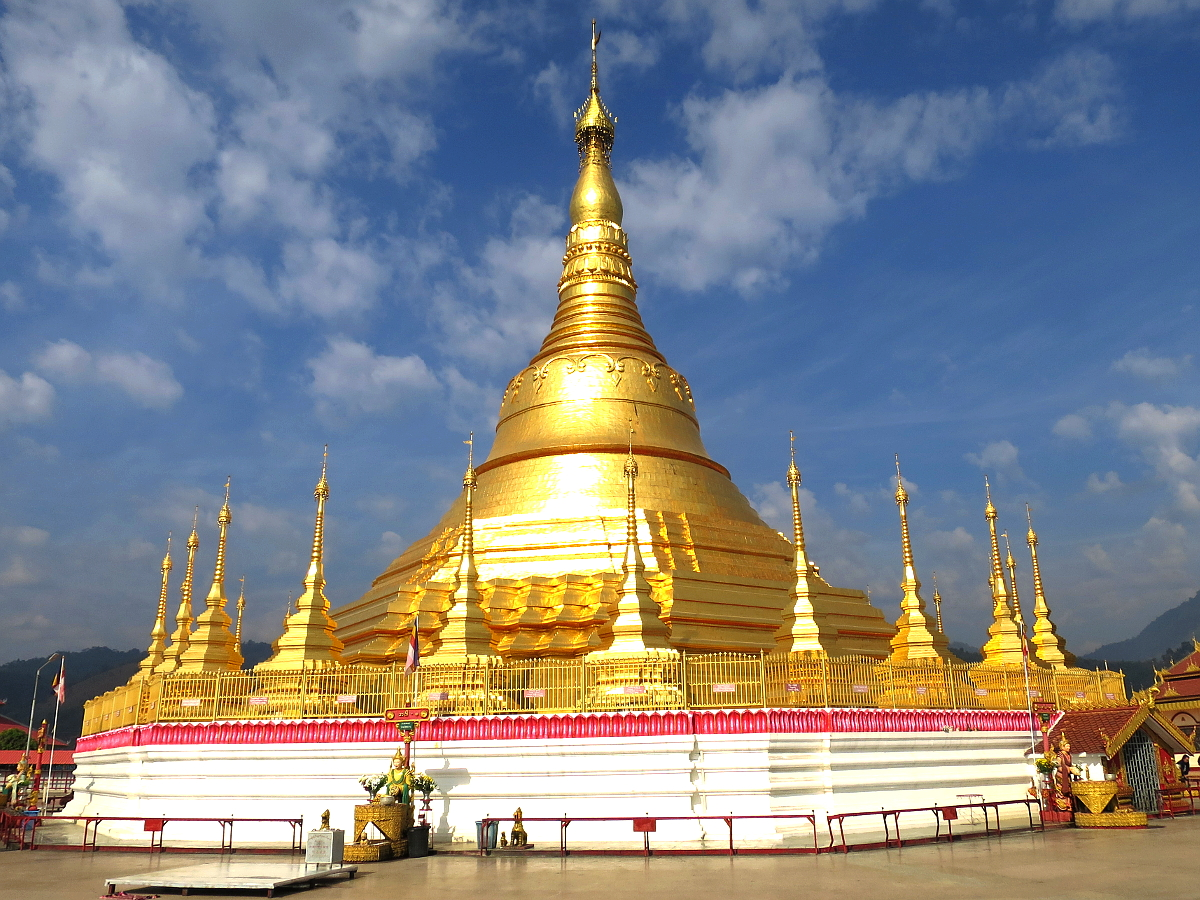
Rèplica a Tachileik

## Galeria

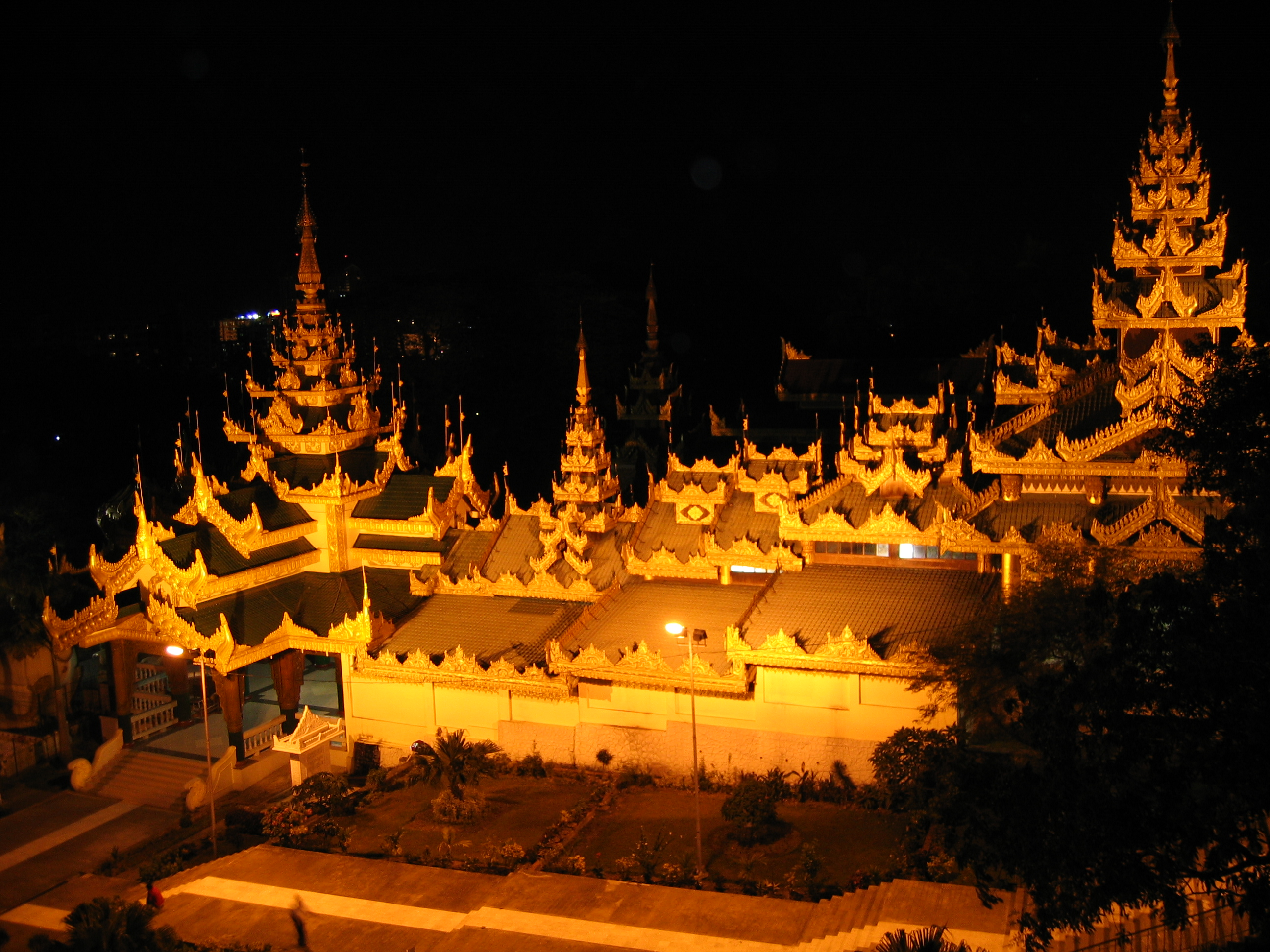
Fora de les portes
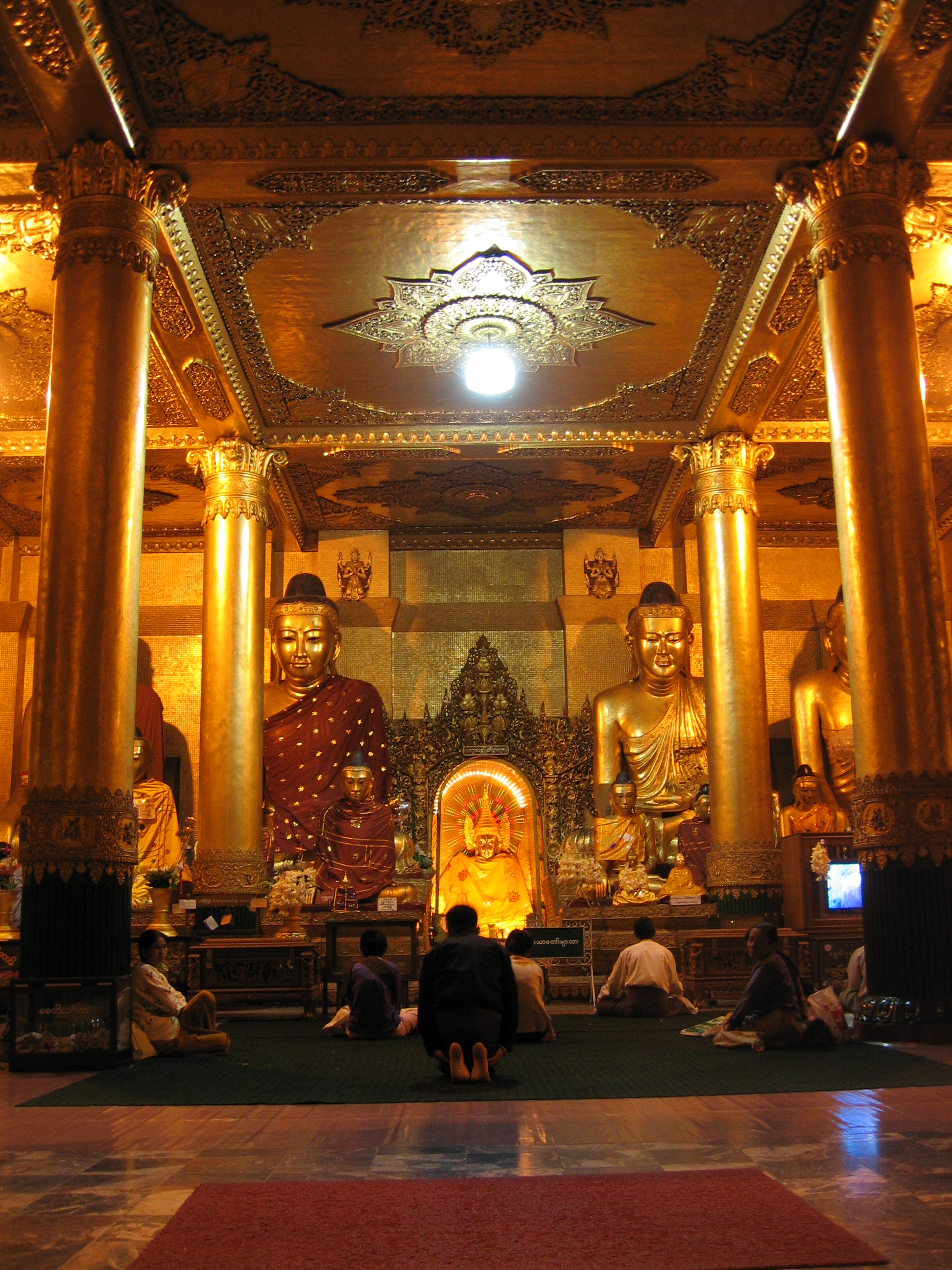
Devots que fan un homenatge a la Triple Gema
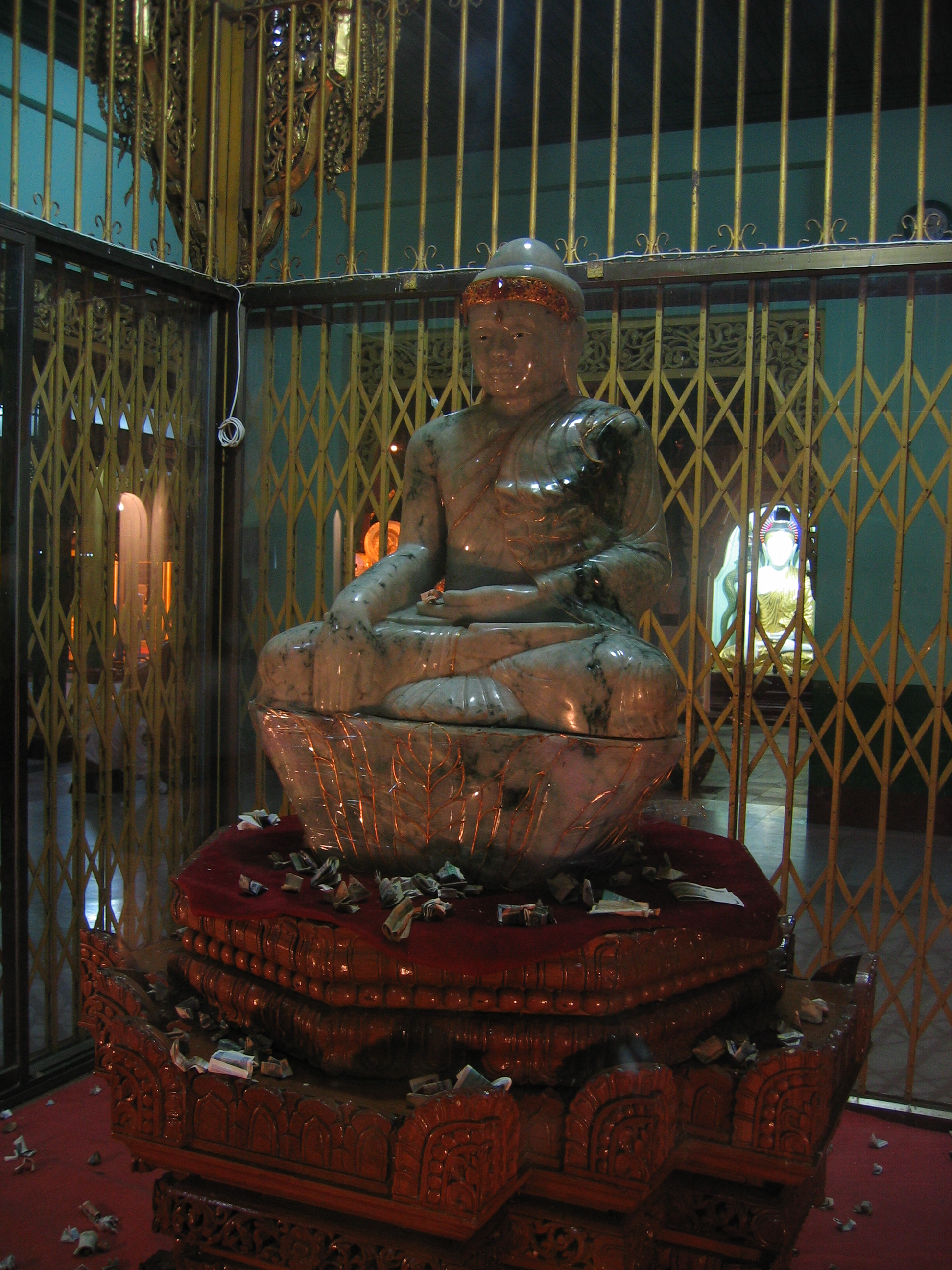
Buda de Jade
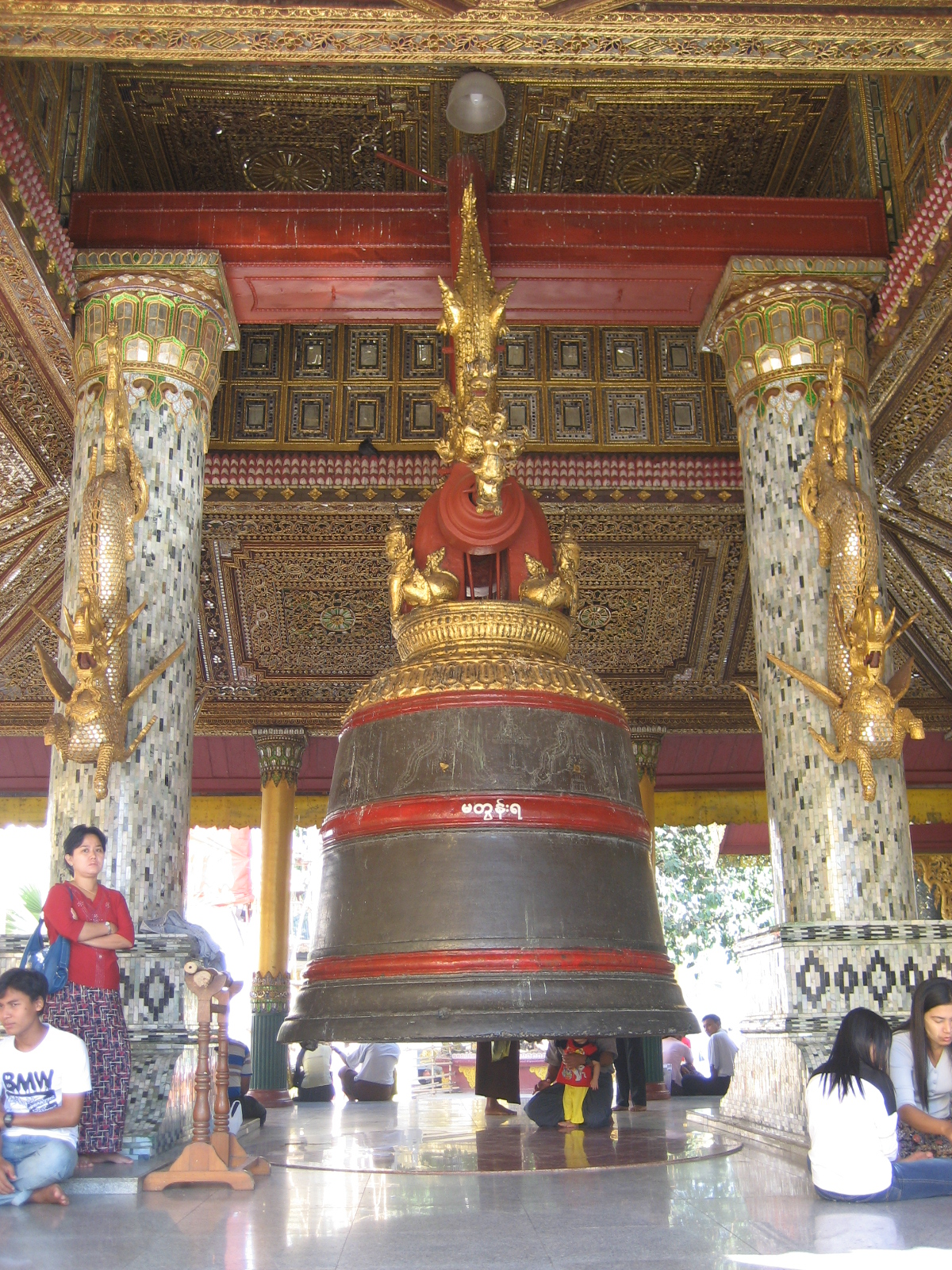
El Tharrawaddy Min Bell
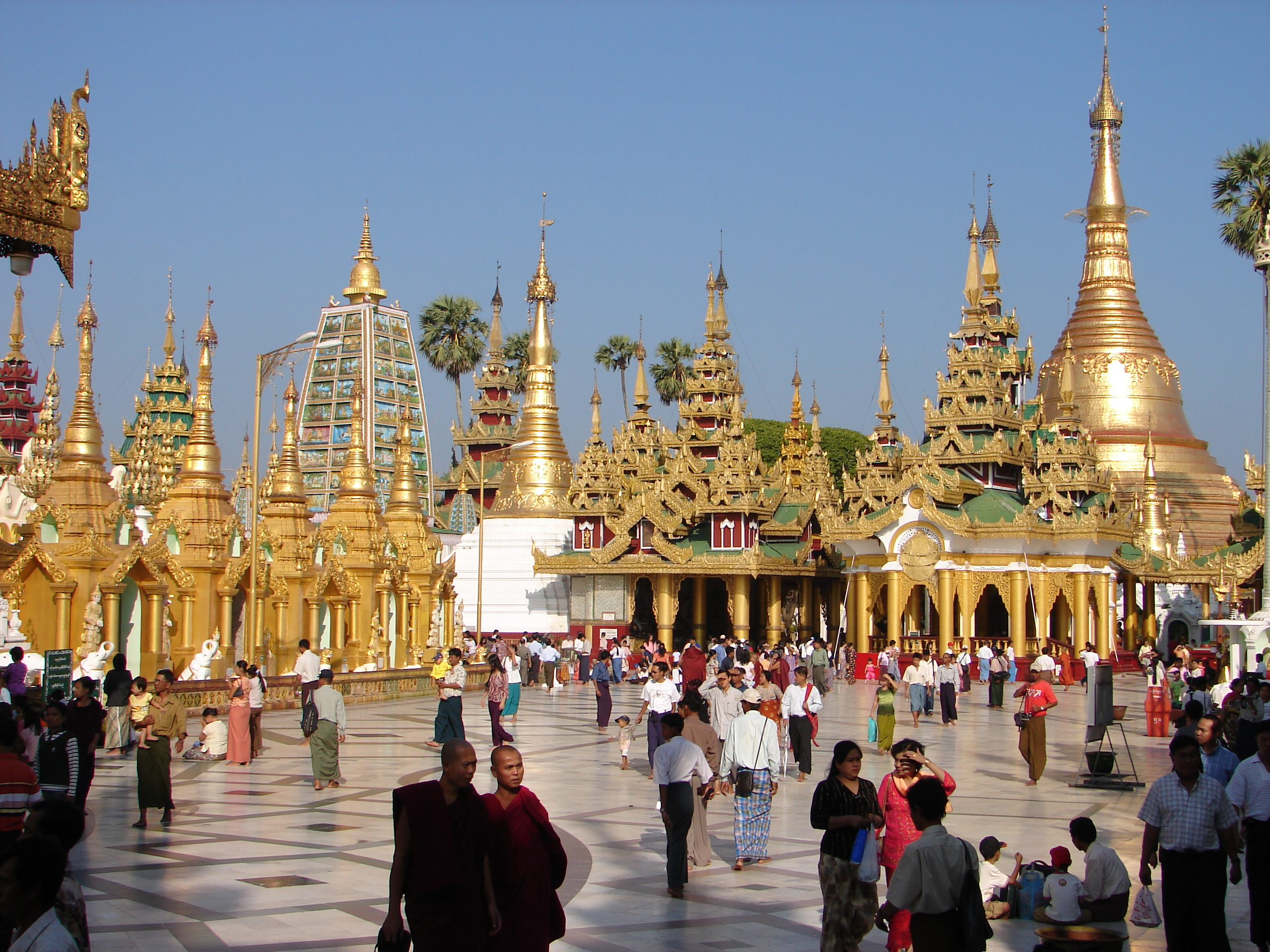
Un dia ple de gent a Shwedagon
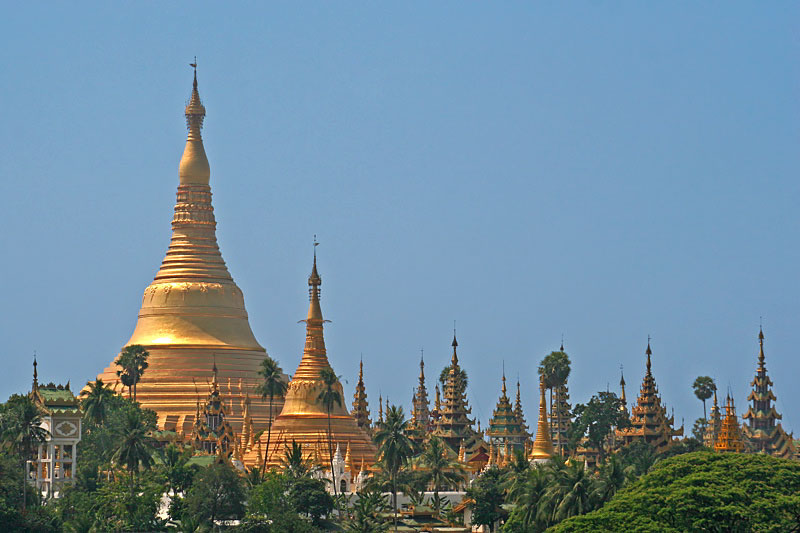
Shwedagon, un bosc de pagodes
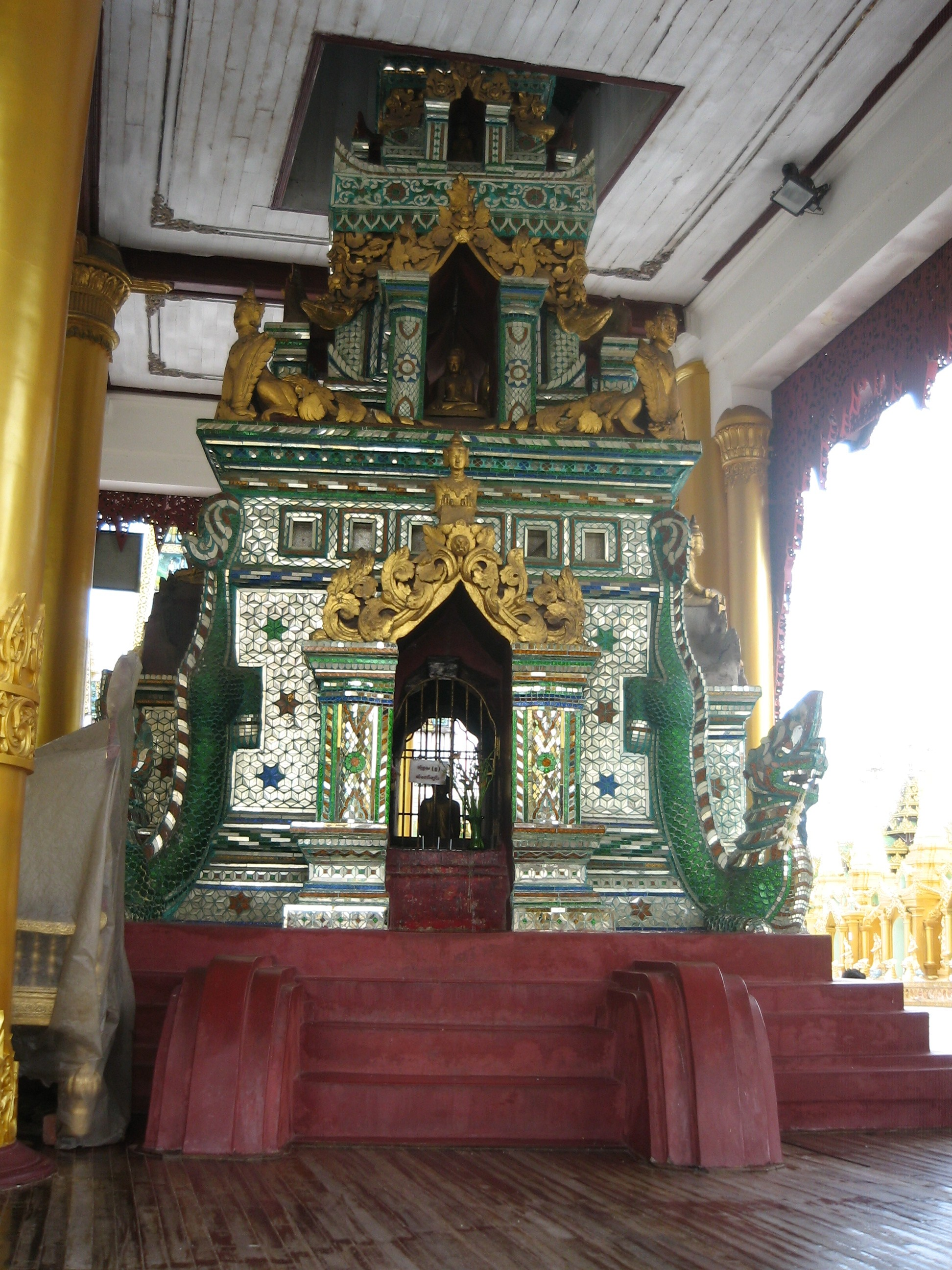
Un pou mític, cobert per un mosaic de vidre
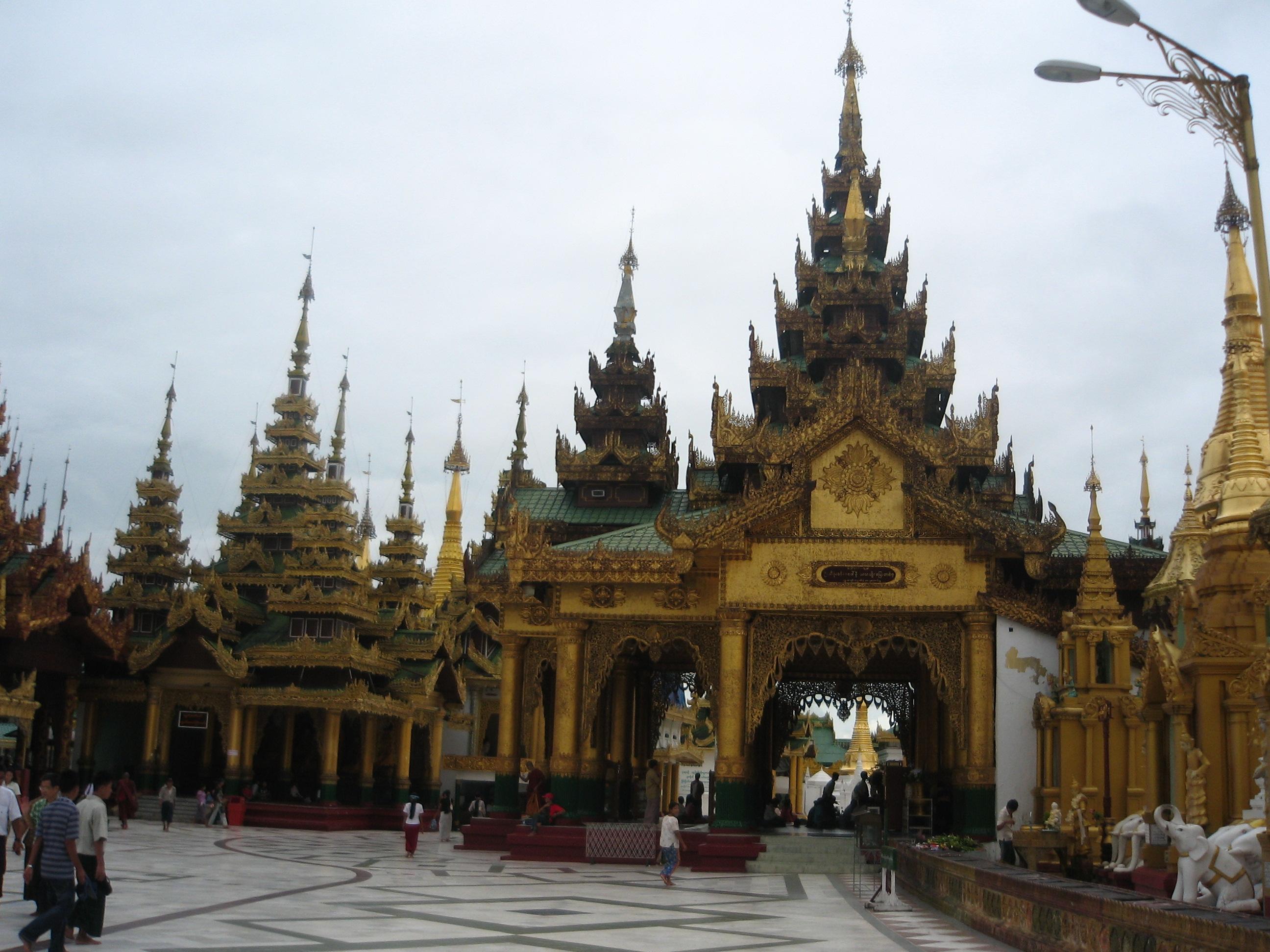
Mota oriental (edifici del punt cardinal)
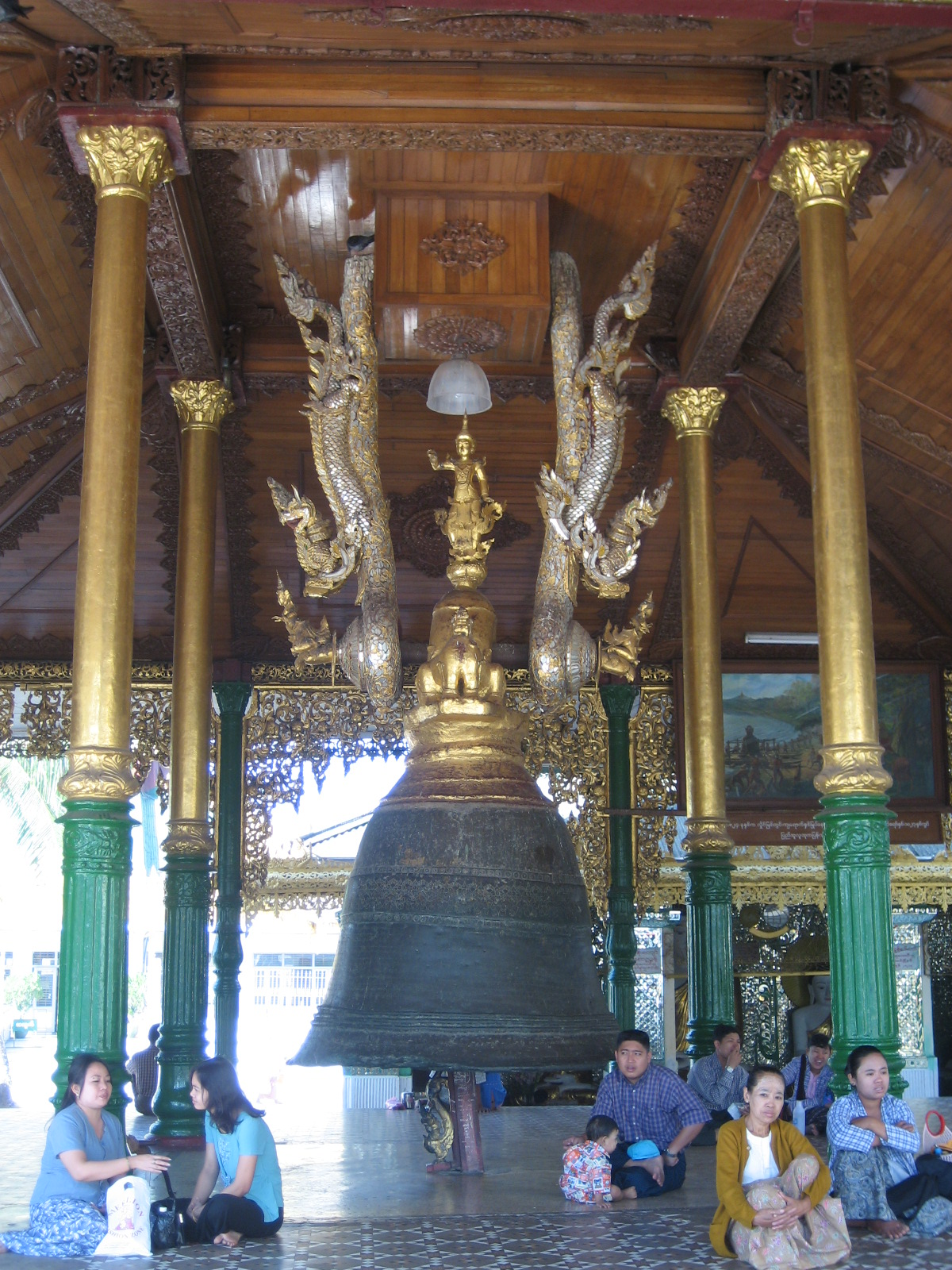
La campana de Singu Min
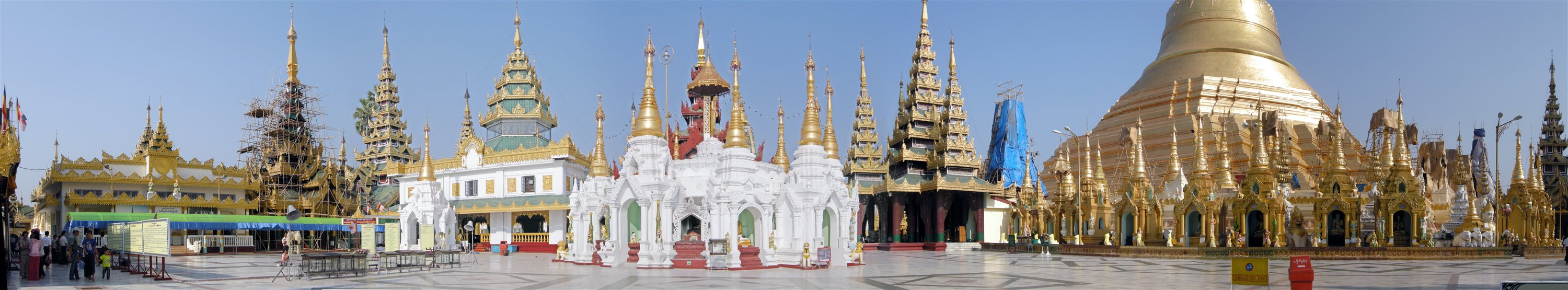
Vista panoràmica
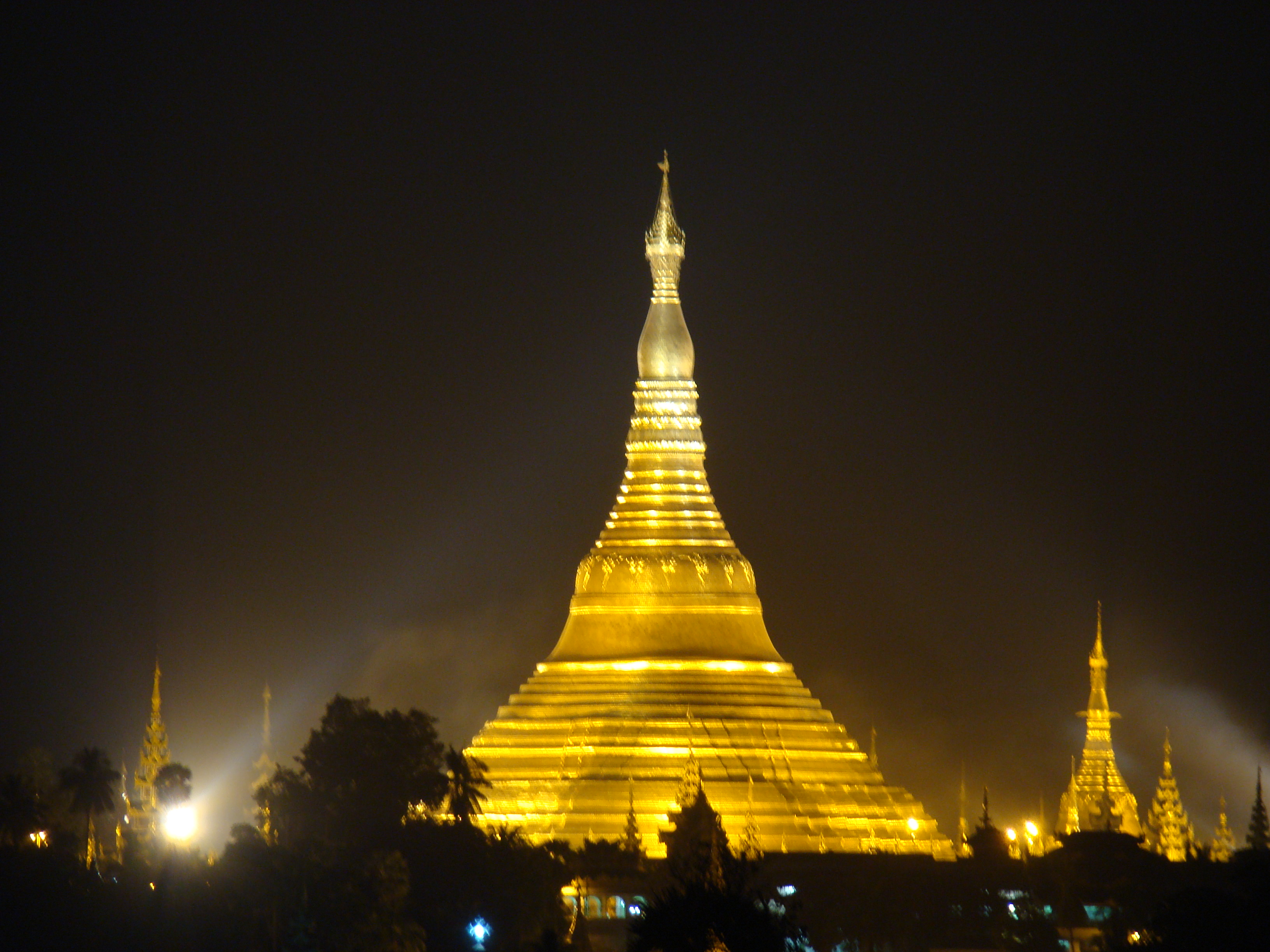
Pagoda Shwedagon a la nit
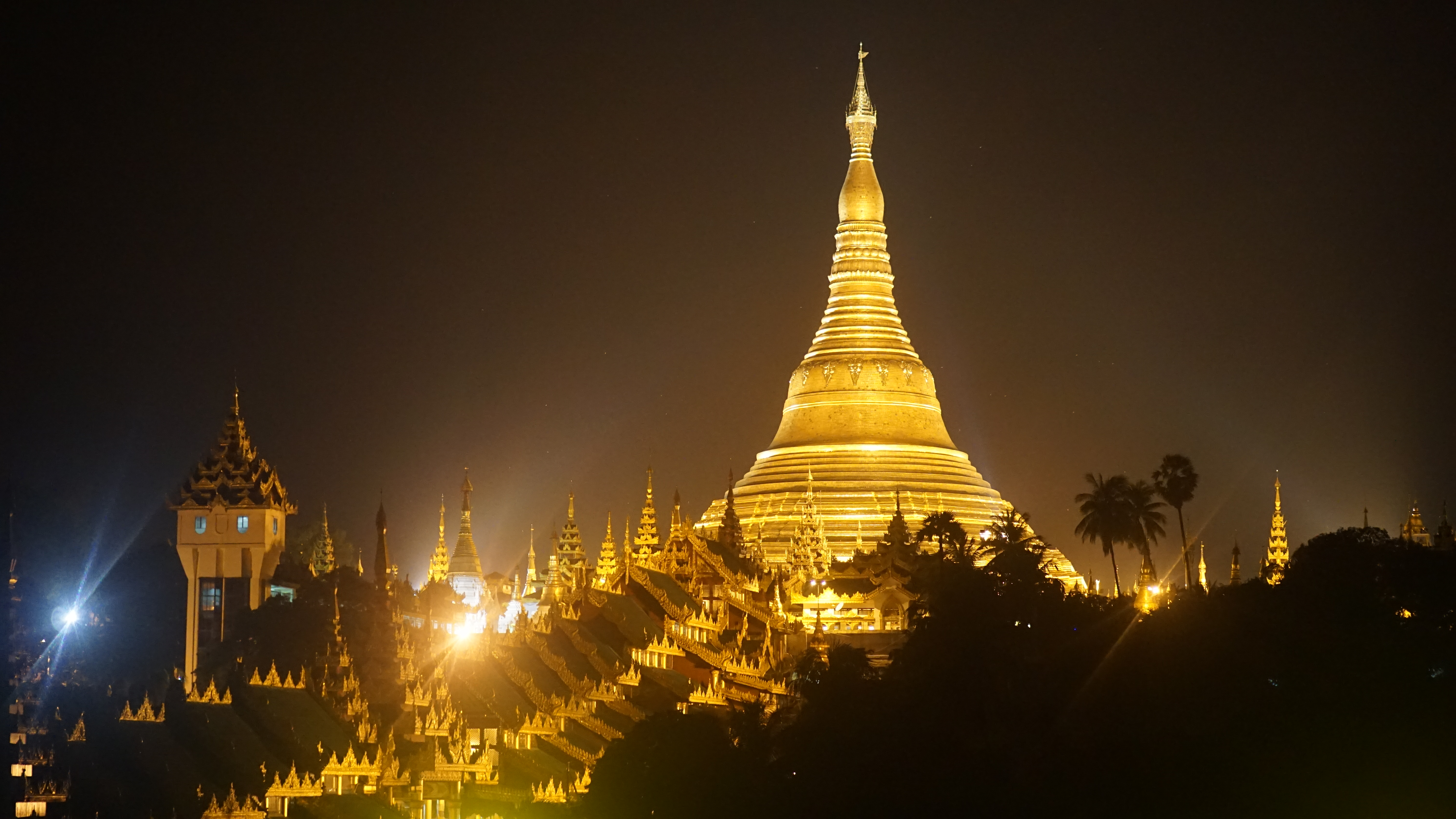
Pagoda Shwedagon a la nit des del costat est
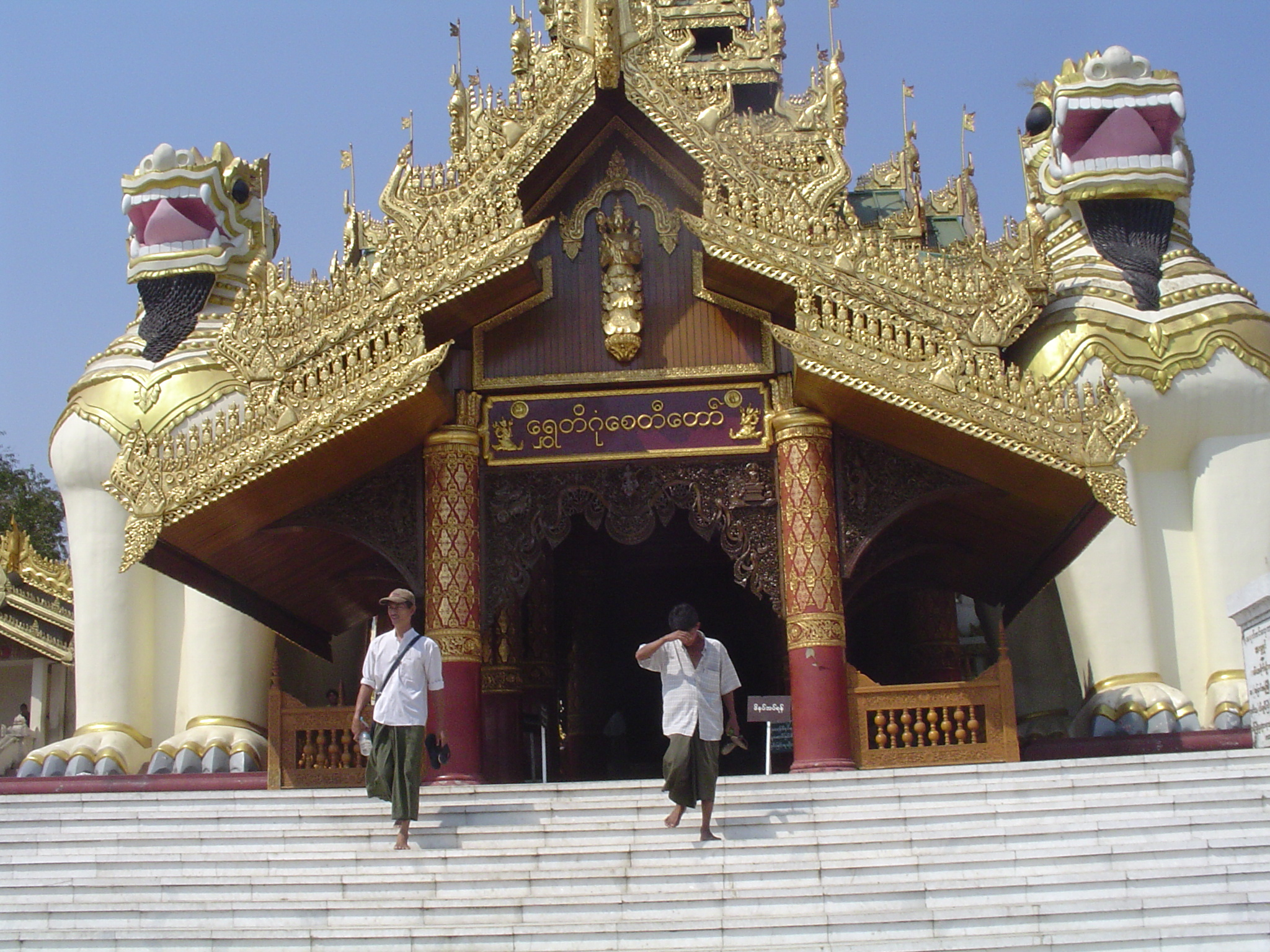
Entrada sud
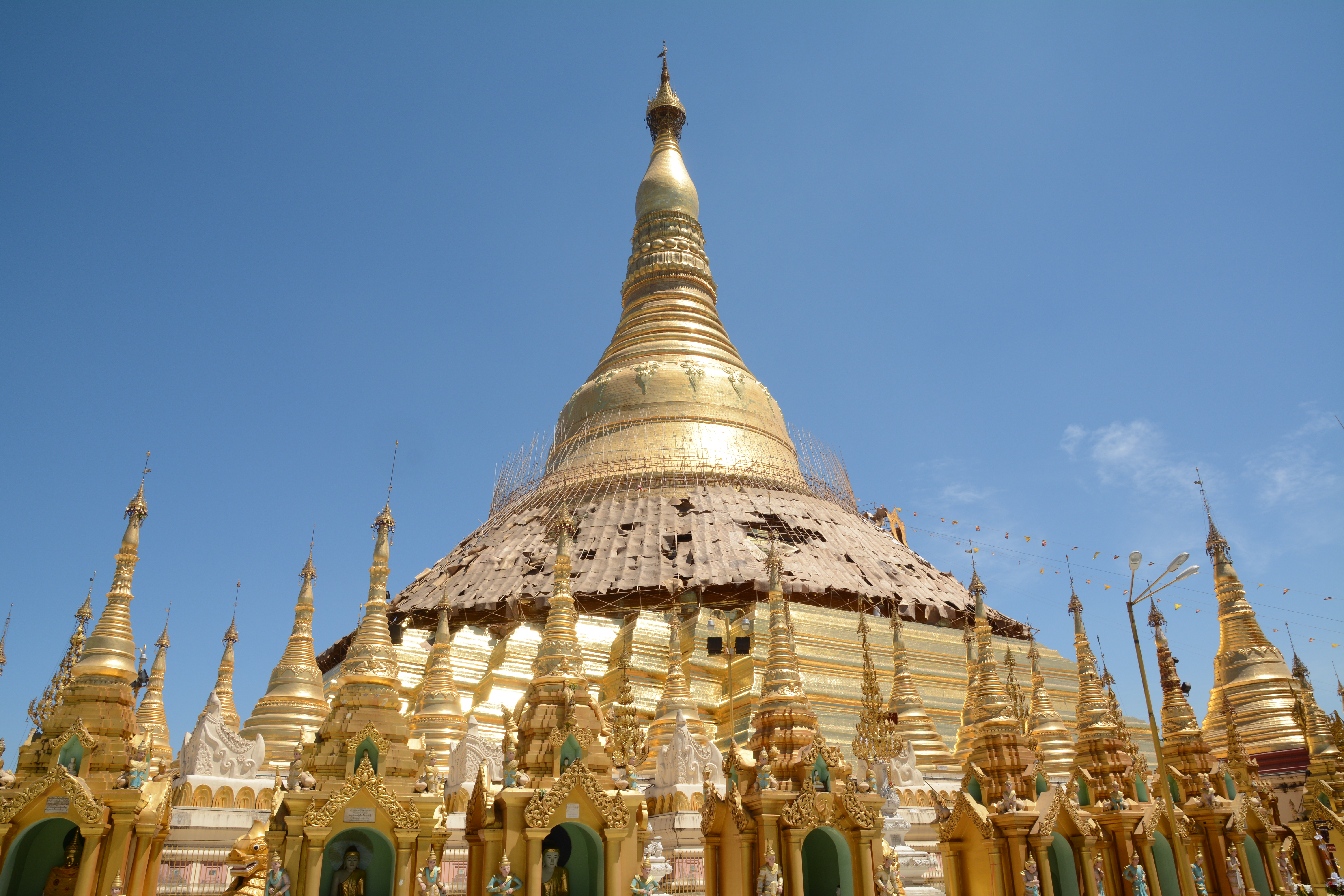
Reparació
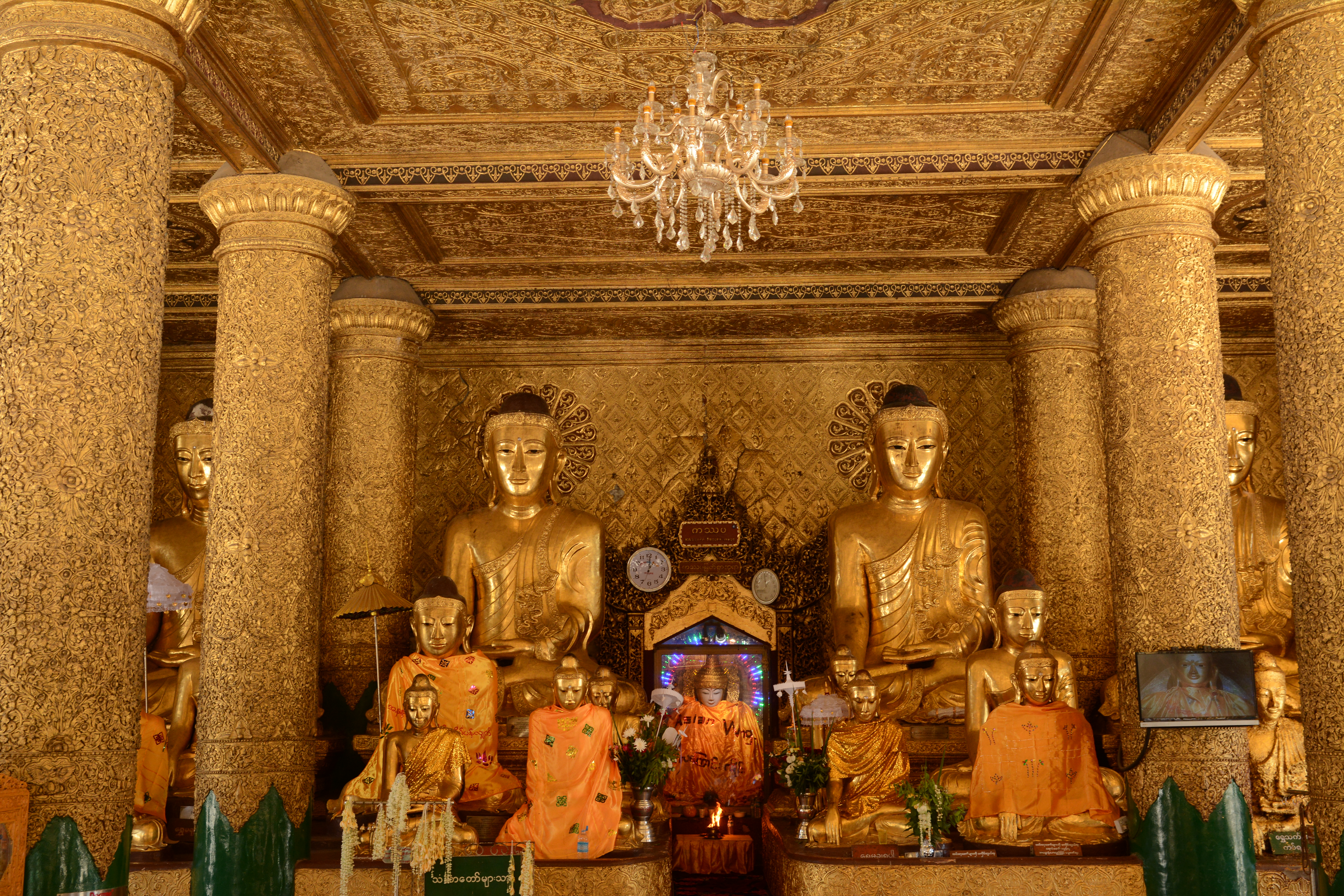
Interior
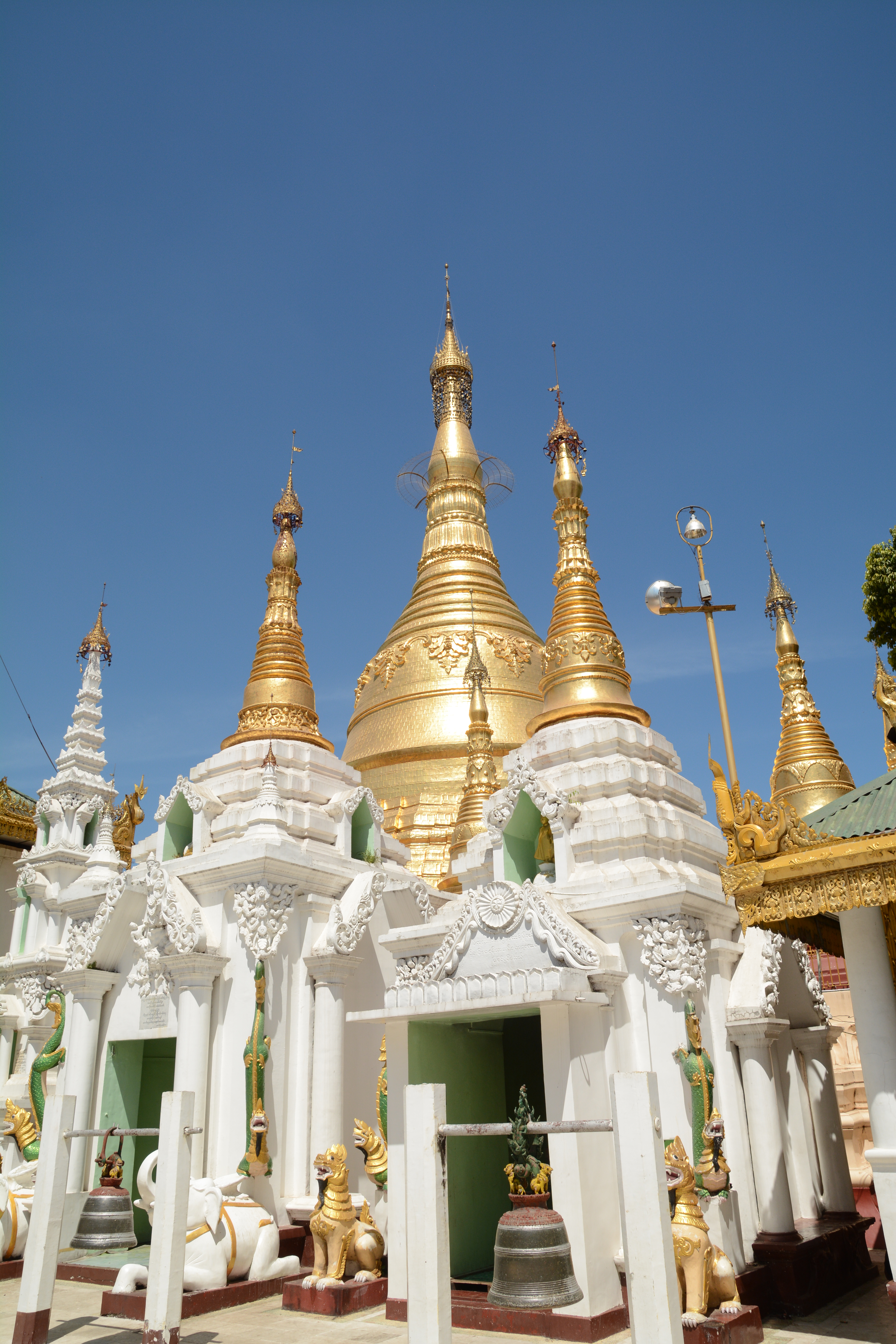
Pagoda de segona alçada
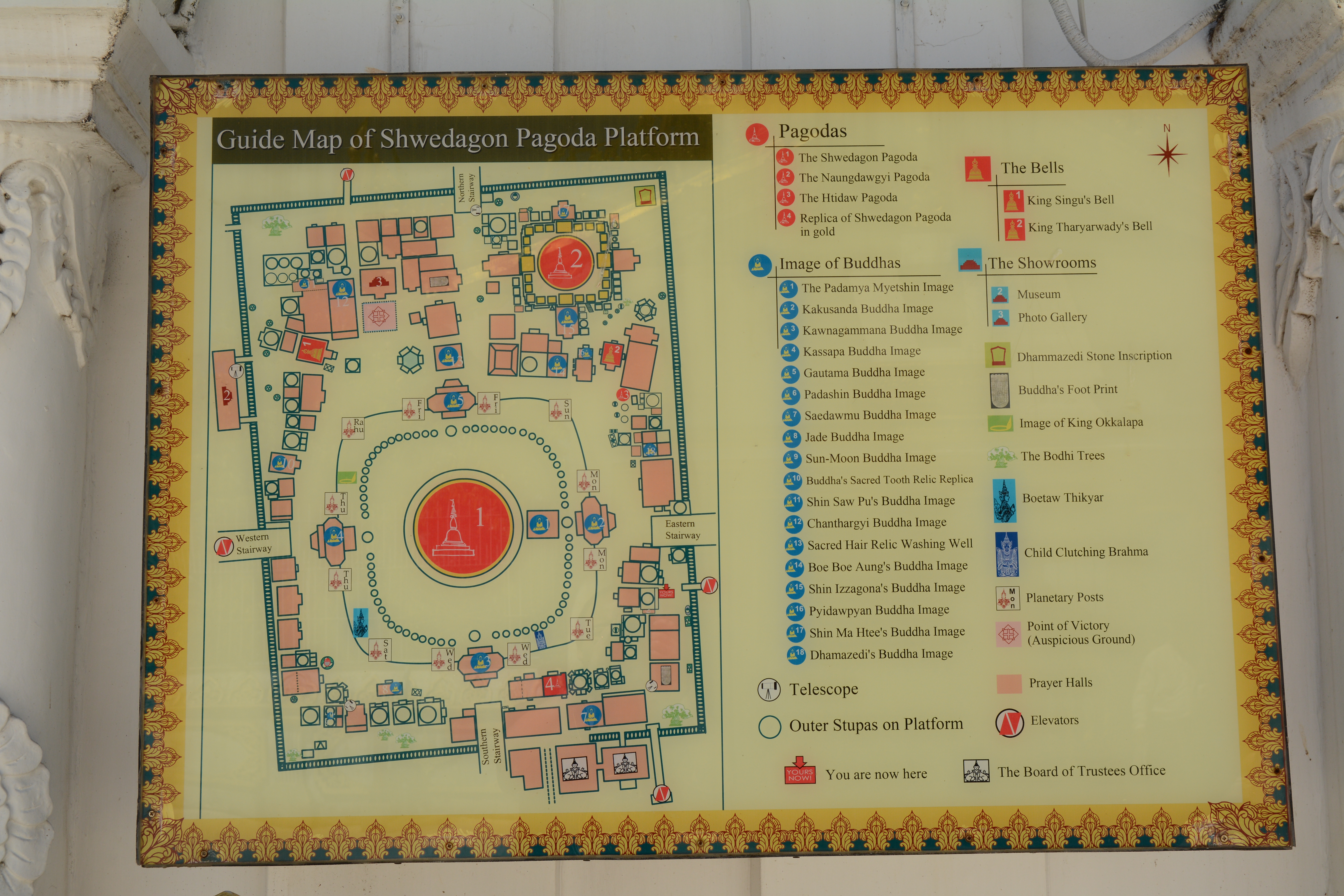
Mapa interior
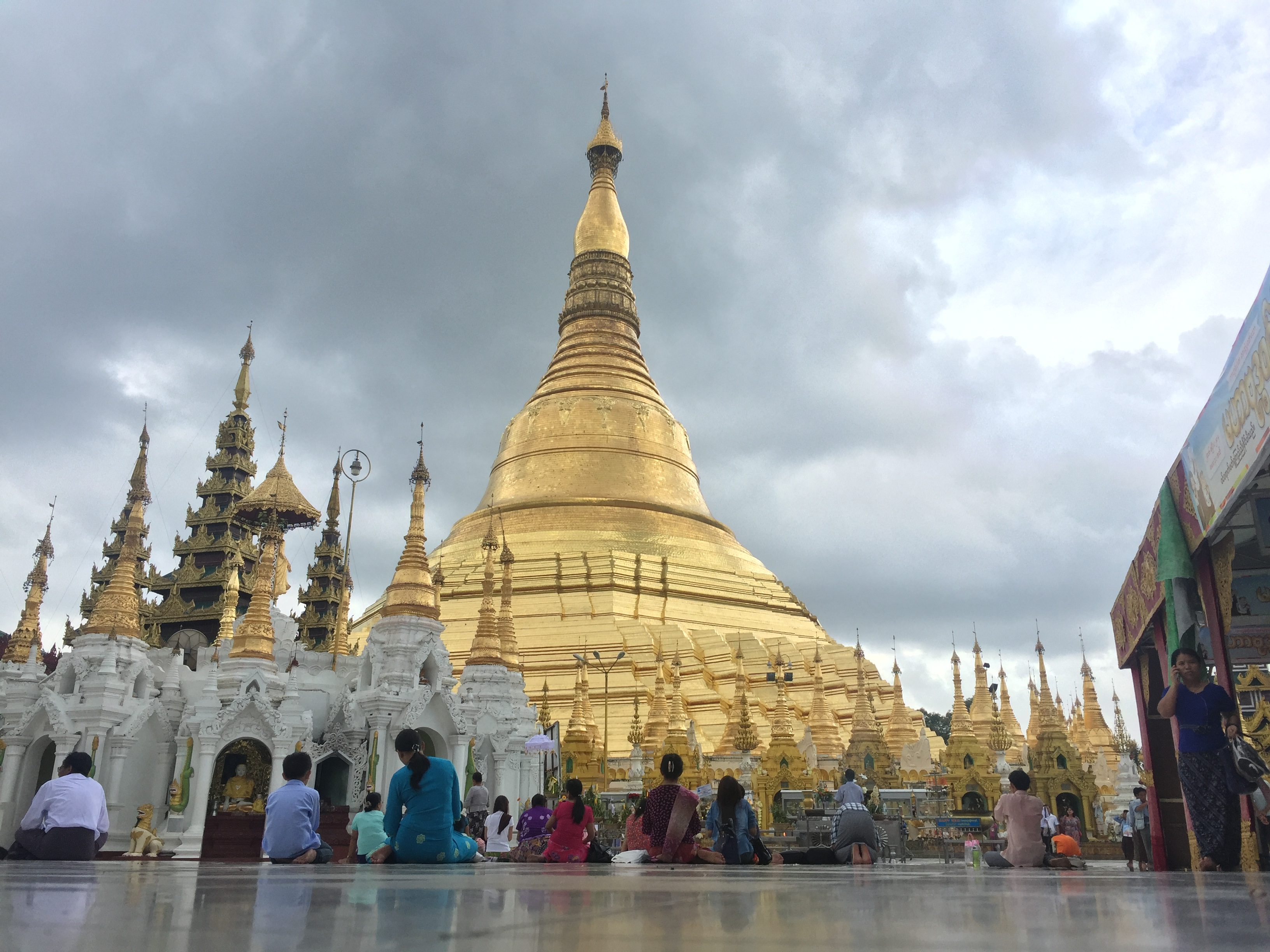
Un dia assolellat a Shwedagon
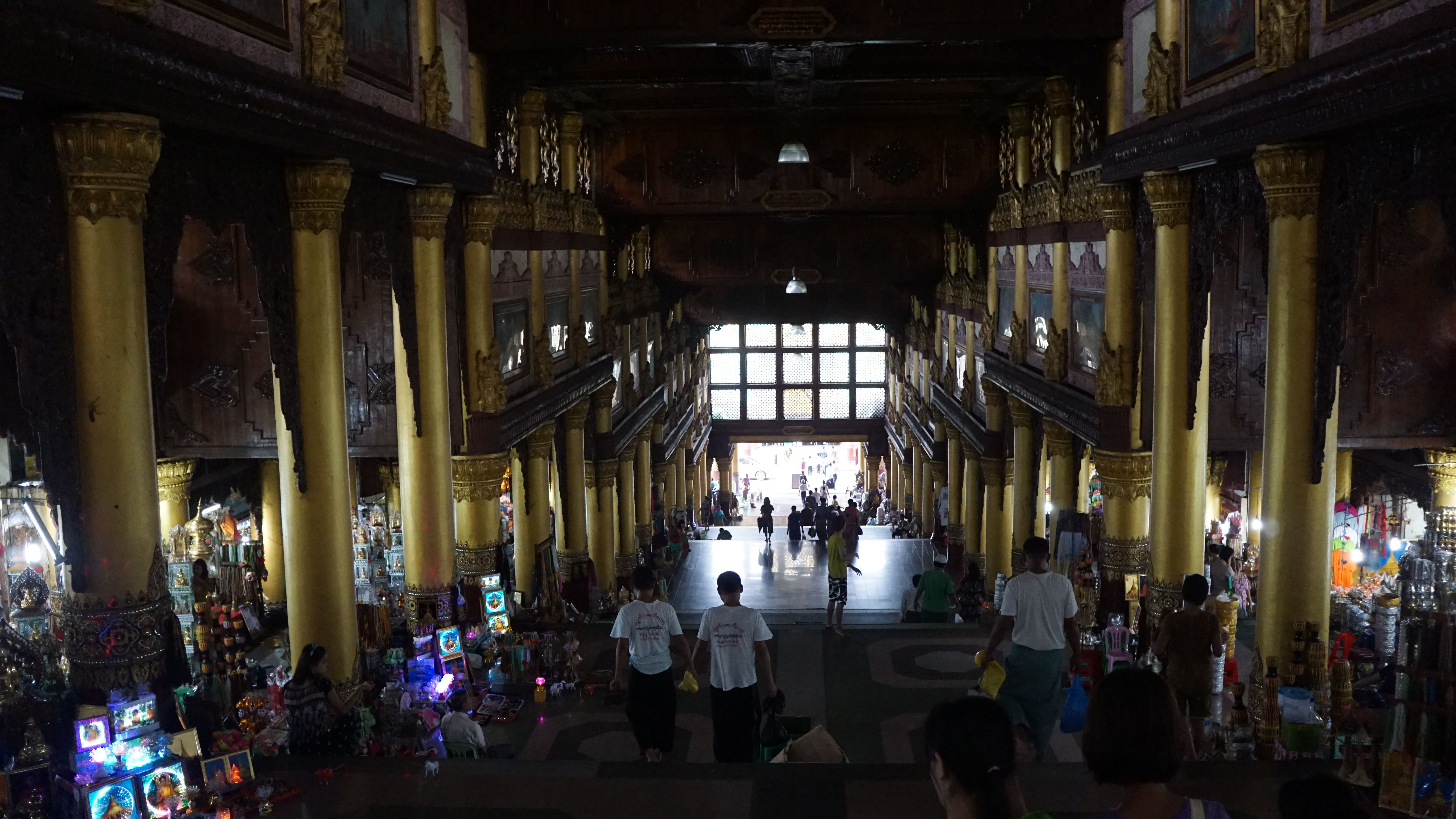
Camí de la porta oriental de la pagoda Shwedagon
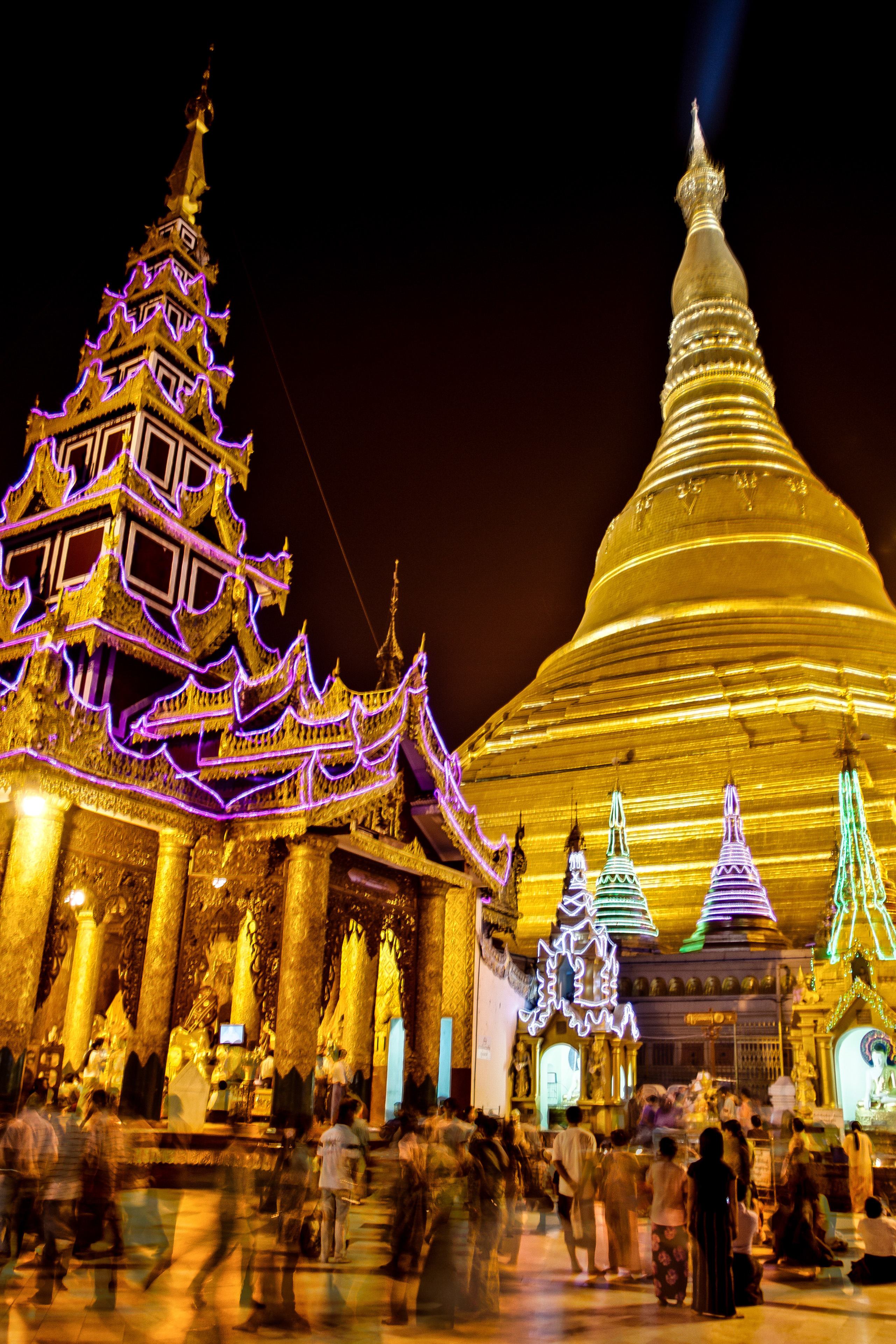
Pagoda Shwedagon - Yangon, Myanmar
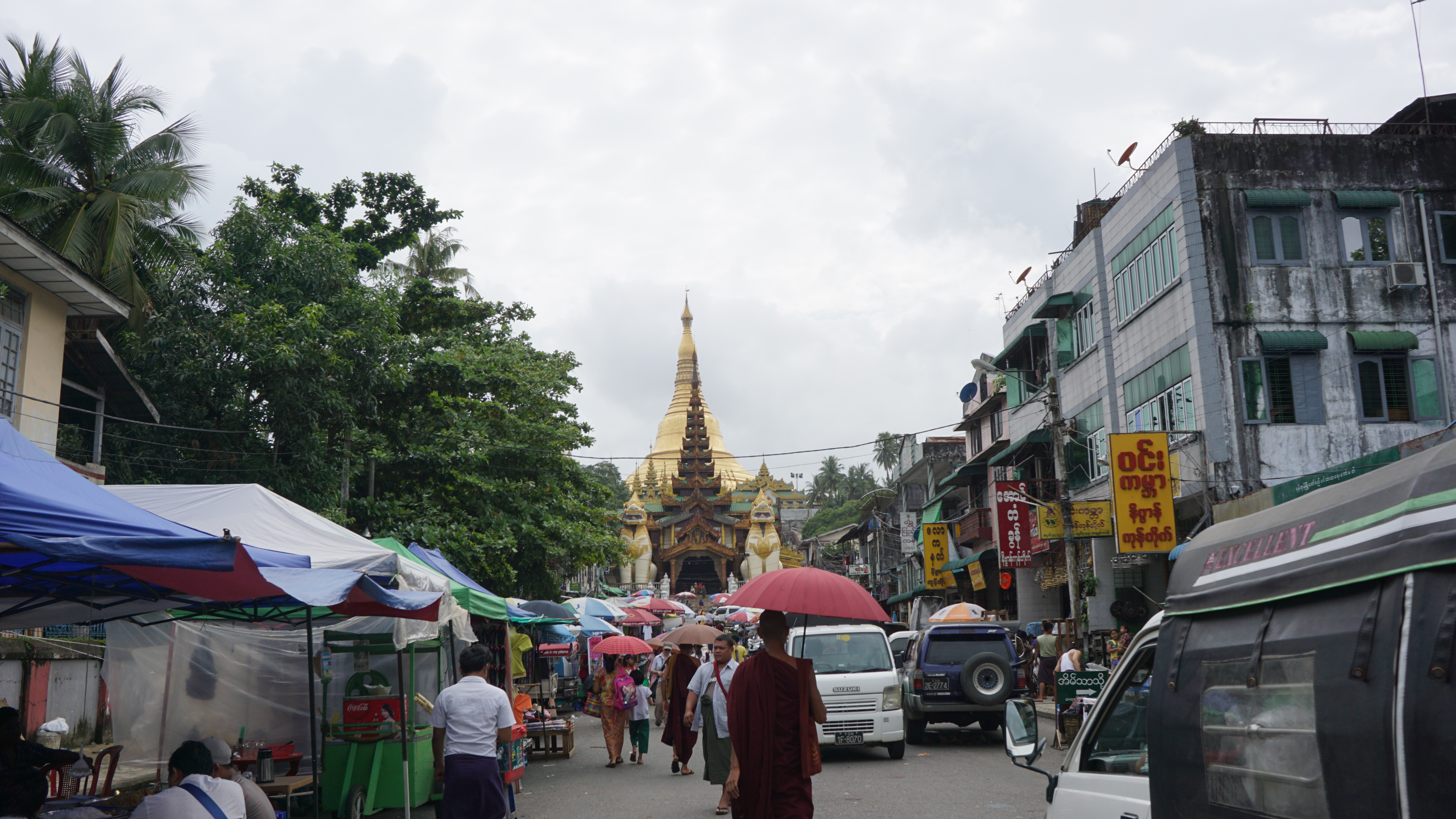
El mercat proper a la pagoda Shwedagon
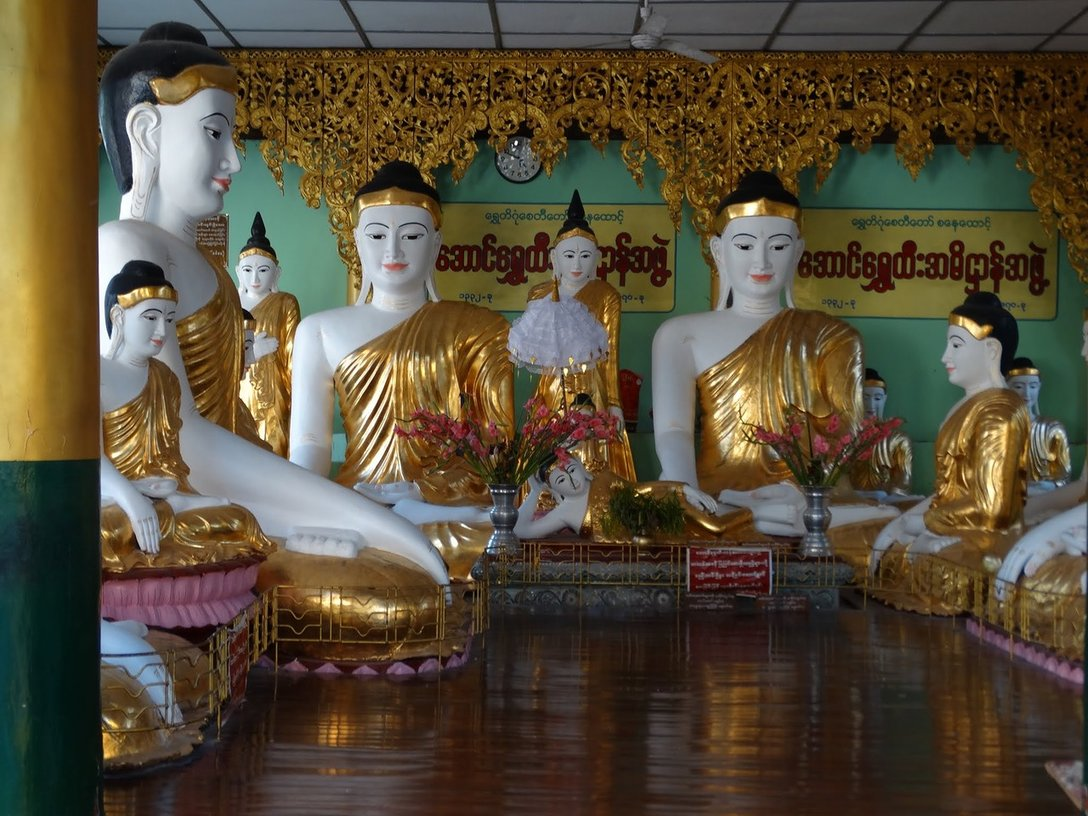
Al complex de pagodes Shwedagon
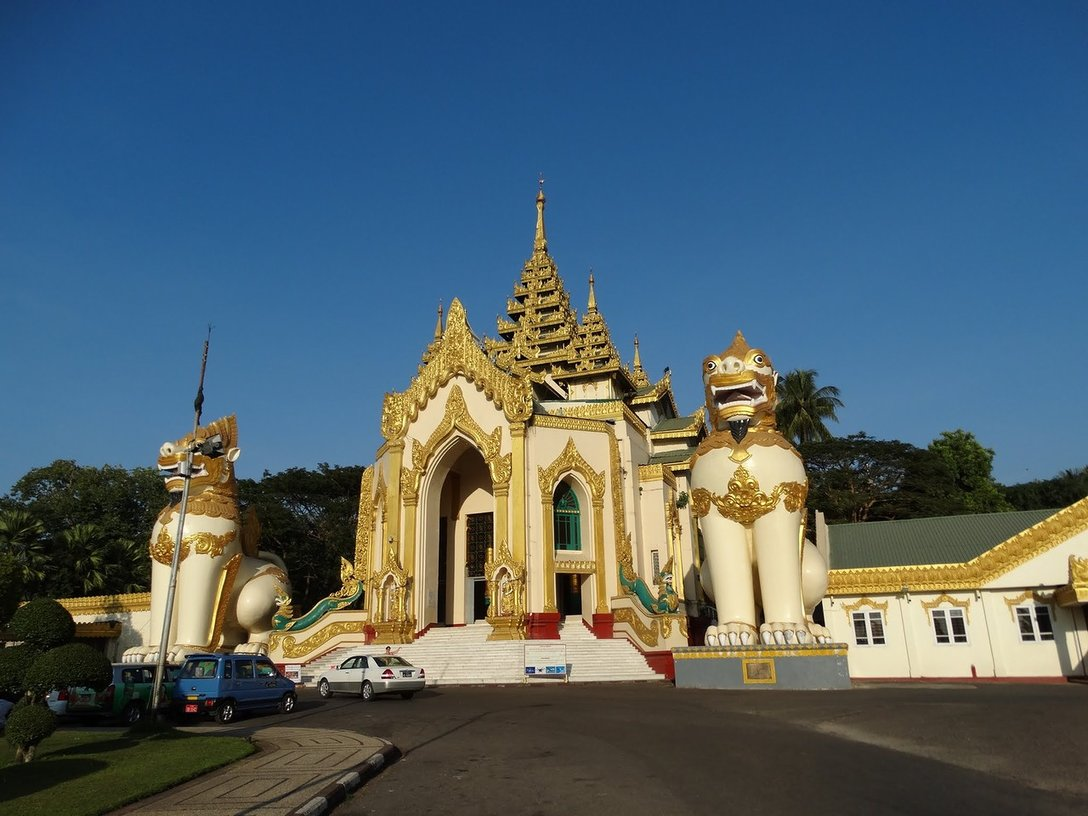
Porta occidental a la pagoda de Shwedagon
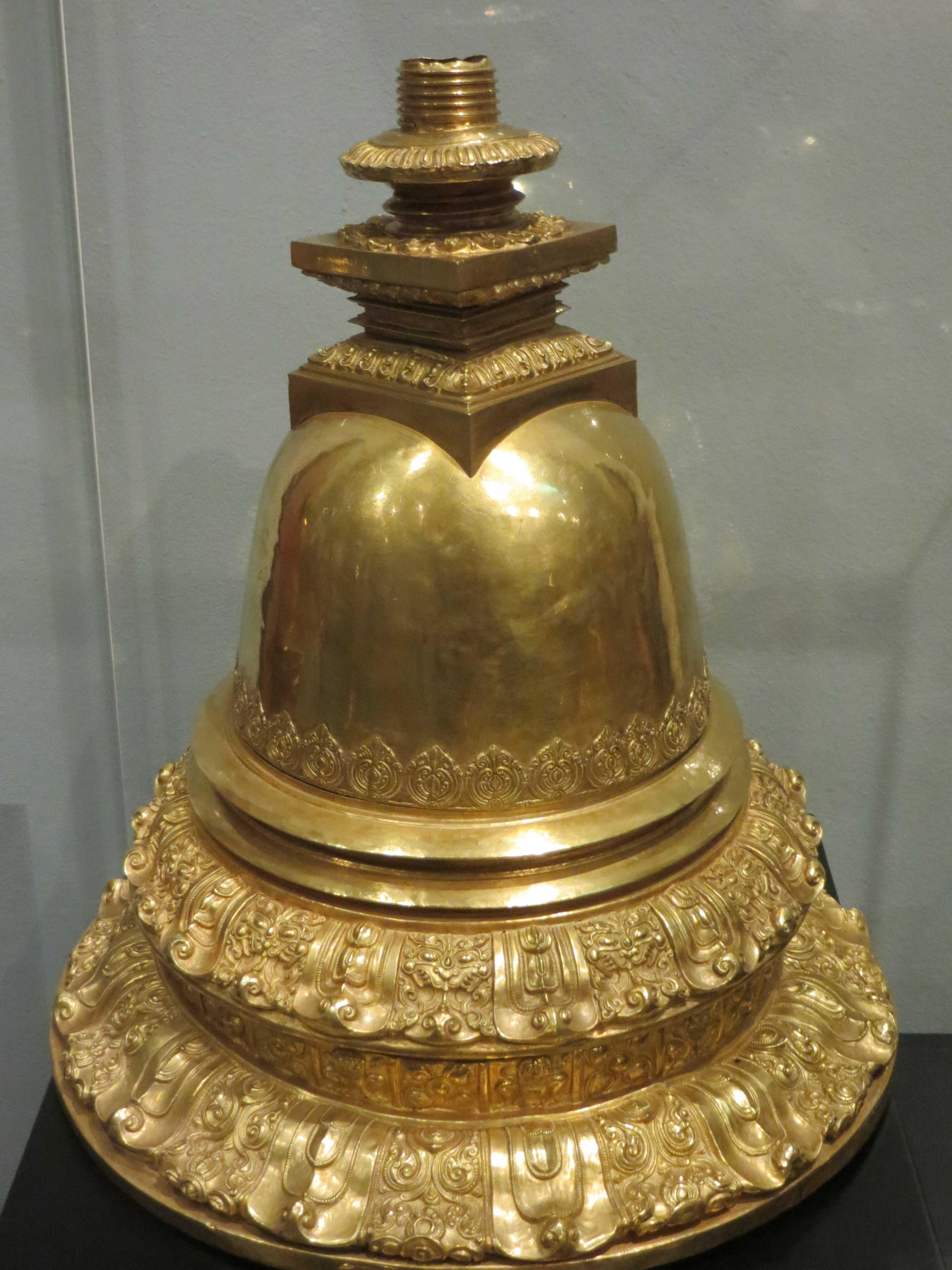
Reliquiari d'or amb forma d'estupa trobat a la base de la pagoda Shwedagon el 1855 i ara al museu V&A. Data dels segles XV / XVI.